# William F. Halsey
Pour les articles homonymes, voir Halsey (homonymie).
William Frederick " Bull" Halsey, Jr. (30 octobre 1882-16 août 1959) est un amiral de la flotte de la marine des États-Unis. Il a été le seul amiral de la marine américaine ayant exercé un commandement à la mer au cours de la guerre du Pacifique à avoir été promu au grade d'amiral de la Flotte.
Commandant d'une Task Force aéronavale en 1941-1942, puis commandant en chef de la Zone du Pacifique Sud pendant les campagnes de Guadalcanal et des Îles Salomon, il finit la guerre comme commandant en chef de la IIIe Flotte. C'est sur son cuirassé amiral, l'USS Missouri, qu'est signée la capitulation japonaise le 2 septembre 1945 en baie de Tokyo.

## Carrière
Né à Elizabeth, New Jersey, William F. Halsey, dont le père était officier de marine, a intégré l'Académie navale d'Annapolis en 1900 et en fut diplômé en 1904, classé 43e sur 62 cadets.

### Avant la guerre du Pacifique
Affecté comme midship sur le cuirassé pré-dreadnought USS Missouri, il est nommé enseigne de vaisseau (ensign) en 1906, et participe à la circumnavigation de la Grande flotte blanche, sur le cuirassé USS Kansas, de la classe Connecticut, il est promu directement lieutenant de vaisseau (lieutenant). De 1909 à 1915, il commande plusieurs torpilleurs ou destroyers notamment les USS Du Pont (en), Lamson (en), Flusser, Jarvis (en). Après deux ans au Département Exécutif de l'Académie navale d'Annapolis, pendant lesquels il est promu capitaine de corvette (lieutenant commander) il reçoit le commandement de l'USS Shaw. Pendant la première bataille de l'Atlantique, où il a également commandé l'USS Benham (en), il a participé à l'escorte de convois en particulier en mer d'Irlande, ce qui lui a valu la Navy Cross.
Après la Première guerre mondiale, promu capitaine de frégate (commander), il a commandé les divisions de destroyers 32, en 1918, et 15, en 1920, avec sa marque, respectivement sur les USS Chauncey (DD-296), John Francis Burnes (DD-299) et Wickes (DD-75). En septembre 1921, il est affecté au Service du Renseignement de la Marine, et en 1922, il devient l'attaché naval en Allemagne, et son domaine de compétences est étendu en 1925 à la Suède, à la Norvège et au Danemark.
Il commande ensuite les USS Dale et Osborne dans les eaux européennes, puis est nommé en 1926, commandant-en-second du cuirassé USS Wyoming. Promu capitaine de vaisseau (captain), il exerce le commandement de 1927 à 1930 du bâtiment auxiliaire USS Reina Mercedes (IX-25), puis de 1930 à 1932, de la 3e Escadre de Destroyers. Il va suivre alors la formation de l'École de Guerre Navale (Naval War College) et de l'École de Guerre de l'Armée des États-Unis (United States Army War College).
Pour pouvoir postuler au commandement d'un porte-avions ou d'une base aéronavale, réservé aux officiers de marine ayant la qualification d'aviateur naval, il suit à la base aéronavale de Pensacola en 1935, une formation de pilote de douze semaines et pas seulement d'observateur aérien. Il en obtient la qualification le 15 mai 1935, à 52 ans (étant ainsi le plus âgé de ceux qui reçoivent cette qualification). Il reçoit alors le commandement de l'USS Saratoga, puis, en 1937, le commandement de la base aéronavale de Pensacola. Promu le 1er mars 1938 directement contre-amiral “à deux étoiles”, et avoir commandé la 2e puis la 1re division de porte-avions, il est promu vice-amiral en juin 1940 et est nommé commandant de l'aviation de la Force de bataille de la Flotte du Pacifique). Le vice-amiral Halsey est alors un partisan convaincu de la force de frappe des porte-avions, attestant devant la commission d'enquête qui recherche les responsabilités du commandement dans le désastre de Pearl Harbor qu'il n'aurait jamais hésité à utiliser les porte-avions comme arme offensive.

### Pendant la guerre du Pacifique

#### Commandant d'une Task Force aéronavale
Le vice-amiral Halsey se trouvait à la mer le 7 décembre 1941 au matin, lors de l'attaque de Pearl Harbor, il avait sa marque sur l'USS Enterprise, le navire amiral de la Task Force 8, et rentrait d'avoir convoyé un renfort d'aviation à l'île de Wake, mais avait été retardé par le mauvais temps. Dans les premiers mois de la guerre, les porte-avions ont effectué plusieurs raids sur les îles Gilbert et Marshall, en particulier la Task Force 8 contre Kwajalein, dans les îles Marshall, mais au total les résultats ont été incertains, au point que certains ont vu dans le raid sur les îles Gilbert, « un exercice coûteux d'entrainement des pilotes ». Néanmoins, pour sa conduite de ces premières contre-attaques aéronavales après l'attaque de Pearl Harbor, le vice-amiral Halsey a reçu la Navy Distinguished Service Medal

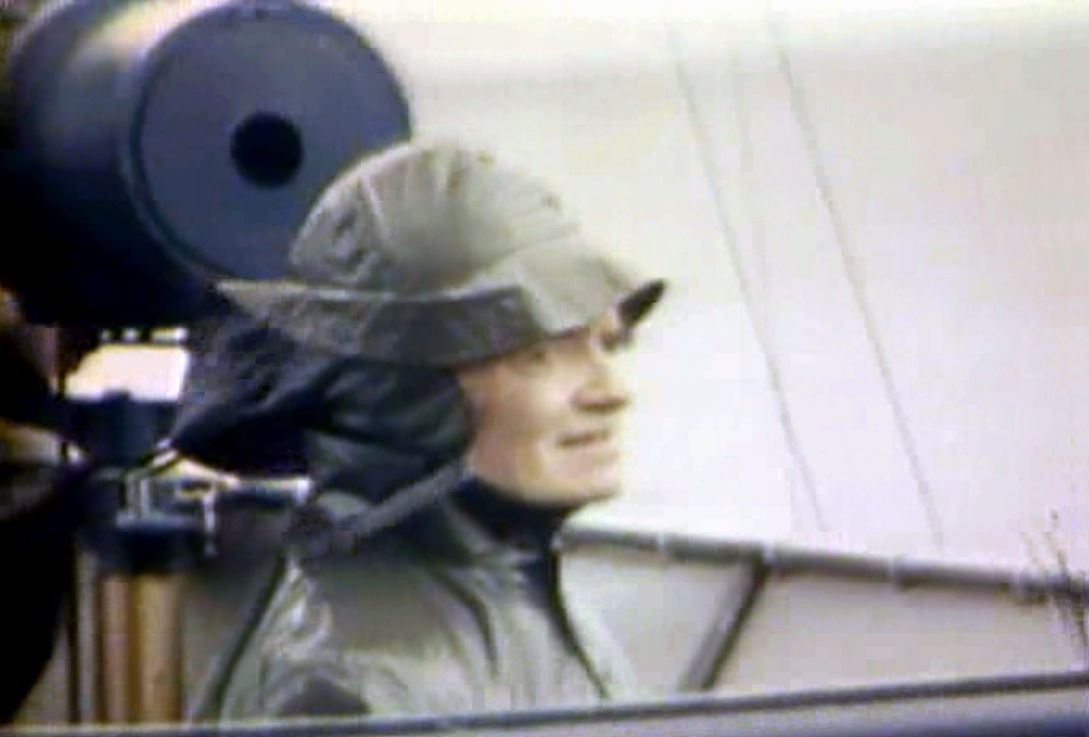
Le vice-amiral Halsey, à bord de l'USS Enterprise, pendant le raid sur Tokyo

À la mi-avril, le tout nouveau porte-avions USS Hornet commandé par le capitaine de vaisseau (captain) Marc A. Mitscher, qui arrivait de San Francisco avec sur son pont d'envol seize bombardiers moyens B-25 “Mitchell”, a rejoint, au nord de Hawaï, la Task Force 16 dont le vice-amiral Halsey venait, une semaine plus tôt, de recevoir le commandement), pour lancer le 18 avril 1942 un raid sur Tokyo, dont la valeur symbolique a été bien supérieure au résultat militaire.
Les circonstances ont voulu que le vice-amiral Halsey ne participe pas à la bataille de la mer de Corail, car la Task Force 16 est arrivée d'Hawaï après la bataille, ni à la bataille de Midway, car, malade, il a dû être hospitalisé, ce qui l'a amené à proposer pour le remplacer, le contre-amiral Raymond Spruance, qui commandait l'escorte de croiseurs de la TF 16, ce qui s'est révélé un excellent choix,.

#### Commandant en chef de la Zone du Pacifique Sud
De caractère extraverti, William Halsey tenait des propos violemment anti-japonais, comme en rentrant à Pearl Harbor, le 7 décembre 1941, « Quand nous en aurons fini avec eux, le japonais ne sera plus parlé qu'en enfer ! » Sa devise : « Frappez fort! Frappez vite! Frappez souvent! » (« Hit hard! Hit fast! Hit often! ») devint celle de l'US Navy, elle fut représentée avec son portrait en contre-plongée, accompagnée du texte "Produisez pour Votre Marine. LA VICTOIRE COMMENCE A LA MAISON!" ("Produce for Your Navy. VICTORY BEGINS AT HOME!") sur l'une des plus célèbres affiches américaines de propagande de guerre). Il était très populaire parmi ses équipages et était le chouchou de la presse populaire.

##### Pendant la campagne de Guadalcanal

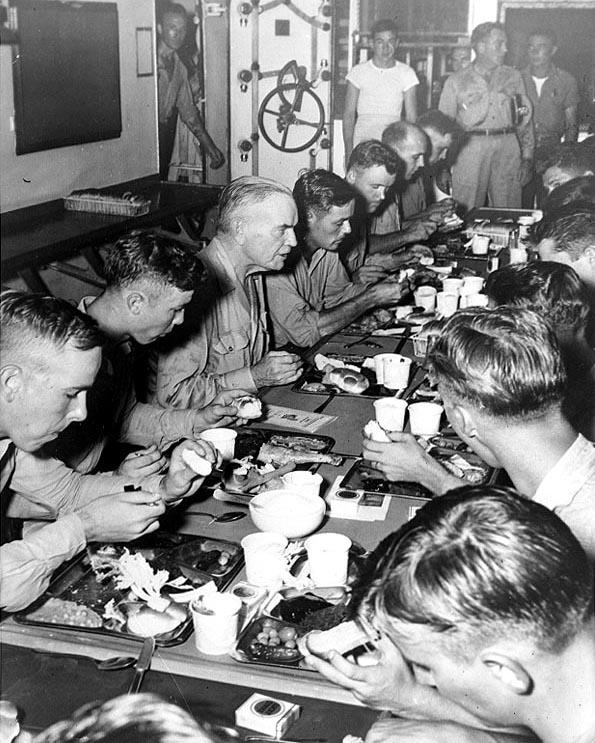
Halsey a toujours été très proche de ses hommes. Il dine ici avec l'équipage de l'USS New Jersey, pour Thanksgiving, en novembre 1944.

À la mi-octobre 1942, le moral des Américains à Guadalcanal est au plus bas, les US Marines avaient le sentiment d'avoir été abandonnés par la Marine, lorsque le vice-amiral Fletcher avait retiré ses porte-avions, juste avant la bataille de l'île de Savo, au début d'août, et les cuirassés rapides du vice-amiral Kurita et les croiseurs lourds japonais venaient de sévèrement bombarder le terrain d'aviation d'Henderson dans les nuits des 13 et 14 octobre. L'amiral Nimitz a alors résolu de remplacer le commandant en chef de la Zone du Pacifique Sud (COMSOPAC), le vice-amiral Ghormley, dont le manque de pugnacité l'indisposait. Le 18 octobre, il nomme à sa place le vice-amiral Halsey. La nouvelle galvanise les troupes américaines, « Une minute avant, nous nous trainions, atteints de malaria, pour nous sortir de nos trous, une minute après, nous courrions en tous sens, bondissant comme des cabris. ».

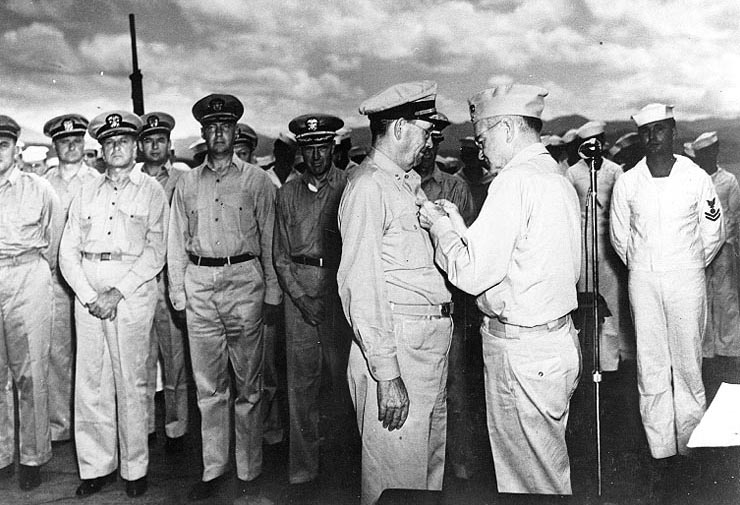
L'amiral Halsey remet au contre-amiral Lee la Navy Cross pour son action lors de la bataille navale de Guadalcanal.

Fermement décidé à reprendre l'initiative, le vice-amiral Halsey entend lancer les porte-avions américains à l'assaut des forces navales japonaises, et signale, le 26 octobre, depuis son QG de Nouméa au vice-amiral Kinkaid, commandant supérieur à la mer, « Attaquez ! Je répète: Attaquez ! ». Ce sera, la bataille des îles Santa Cruz (25-27 octobre 1942).
Quinze jours plus tard, lorsque les Japonais reviennent une fois encore avec l'intention de détruire Henderson Field, ils se heurtent aux cuirassés modernes du contre-amiral “Ching” Lee
que l'amiral Halsey a dépêché de Nouméa. C'est la bataille navale de Guadalcanal qui voit la destruction du Kirishima, et marque la fin des espoirs japonais de déloger les Américains. Trois jours après, le vice-amiral Halsey est promu amiral.
Après que les Japonais eurent évacué Guadalcanal, en février 1943, l'amiral Halsey a eu la charge de conduire la reconquête des îles Salomon, des îles Russell jusqu'à Bougainville.

##### Pendant la campagne des îles Salomon

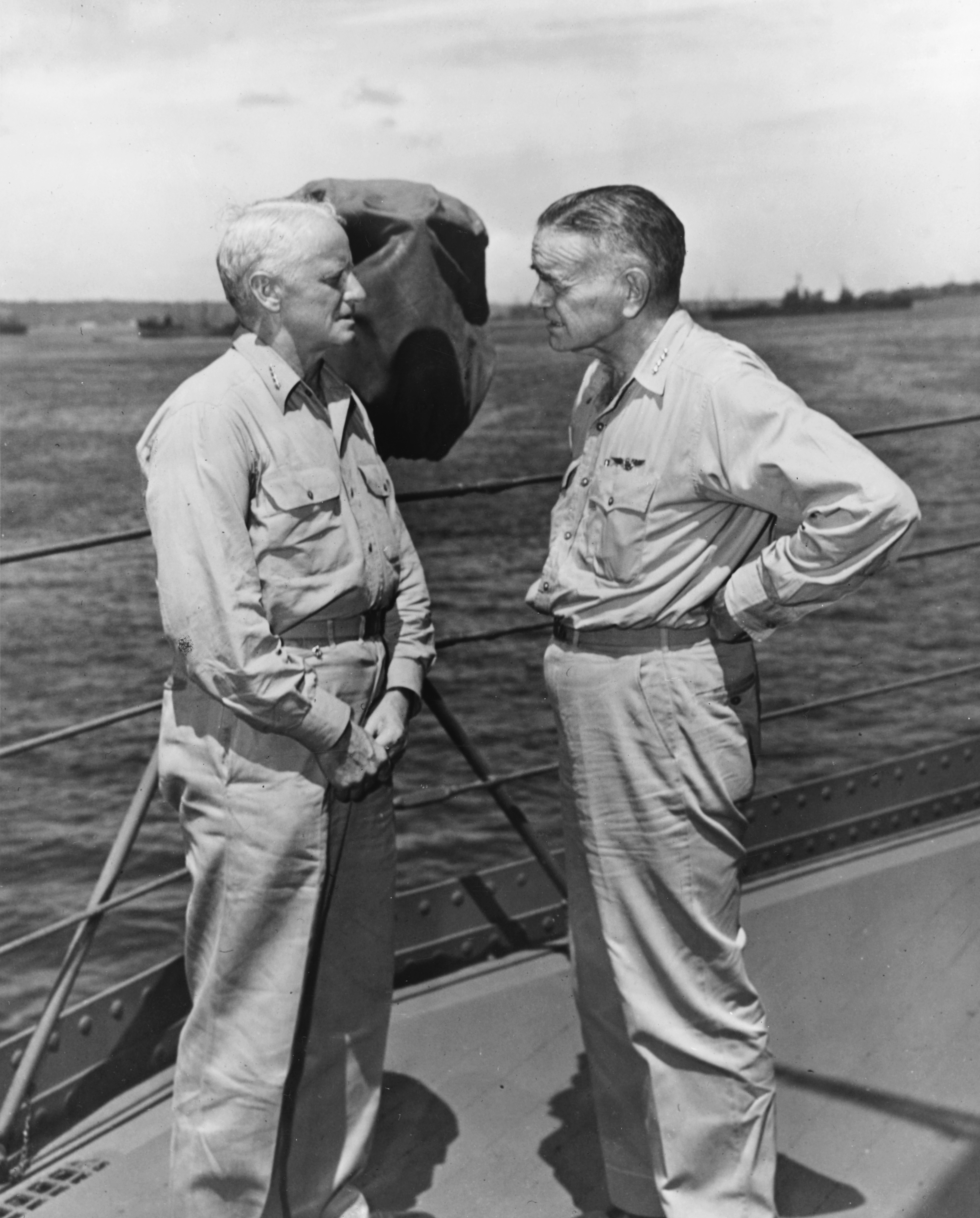
Les amiraux Nimitz et Halsey, le 20 janvier 1943, à Espiritu Santo.

Tandis que le contre-amiral Mitscher a exercé d'avril à août 1943, le commandement des forces aériennes du secteur des Salomon (COMAIRSOLS), les grands subordonnés de l'amiral Halsey, à la tête des forces navales, ont été:
- le contre-amiral Ainsworth, commandant des destroyers de la Flotte du Pacifique (COMDESPAC). Appelé à remplacer le contre-amiral Wright, après la défaite de Tassafaronga, il a été vainqueur de la bataille du golfe de Kula, où est tué le 6 juillet 1943, le contre-amiral Akiyama[21], successeur du contre-amiral Hashimoto à la tête de la 3e Escadre de Destroyers. Il a été de nouveau vainqueur à la bataille de Kolombangara[22], où est tué le 12 juillet 1943, le contre-amiral Isaki, successeur du contre-amiral Tanaka à la tête de la 2e Escadre de Destroyers. L'amiral Halsey a alors repris une nouvelle tactique inaugurée au cours de la campagne des îles Aléoutiennes, en décidant d'aller attaquer Vella Lavella[23],[24], en « sautant » par-dessus Kolombangara.
- le capitaine de vaisseau (captain) Moosbrugger (en), vainqueur de la bataille du golfe de Vella en août 1943, où trois destroyers japonais sur quatre engagés ont été coulés sans aucune perte américaine[22].
- le capitaine de vaisseau (captain) Arleigh Burke qui a gagné son surnom de “Burke-31 nœuds” par sa manière de faire manœuvrer à grand vitesse sa division de destroyers (la DesDiv23), aux batailles de la baie de l'Impératrice Augusta et du Cap Saint-George[25].

Parmi les collaborateurs directs de l'amiral Halsey, on retiendra aussi le contre-amiral Wilkinson, qui a été l'adjoint du Commandement de la Zone du Pacifique Sud, dès août 1942. Nommé commandant de la Force Amphibie III, en juillet 1943, il a pris part aux opérations dans les îles Salomon, de Vella Lavella à Bougainville. Promu vice-amiral en 1944, il s'illustrera au début de l'automne à l'attaque de Peleliu et d'Angaur, puis après le rattachement de la IIIe Force Amphibie à la VIIe Flotte, aux attaques des Philippines puis d'Okinawa. Quant au contre-amiral R. B. Carney, qui est nommé en juillet 1943, chef d'état-major de l'amiral Halsey, il le suivra dans ces fonctions jusqu'à la fin de la guerre, avant d'occuper des fonctions très importantes dans les années 1950, au sein de l'OTAN, comme commandant en chef des Forces Alliées Sud-Europe, et d'achever sa carrière comme Chef des Opérations navales.
Dans le cadre de la campagne de Nouvelle-Guinée, dans le secteur du Pacifique Sud-Ouest, l'aviation australienne et la Ve Air Force (l'aviation du général MacArthur) ont entrepris de bombarder Rabaul, alors que dans le secteur du Pacifique Sud, aux ordres de l'amiral Halsey, la campagne des îles Salomon allait s'achever, avec l'attaque de l'île de Bougainville. Aussi l'amiral Koga a-t-il décidé de lancer une opération de renforcement de Rabaul (opération Ro) et dans ce but, les groupes aériens des porte-avions de la 3e Flotte à Truk ont été débarqués et envoyés à Rabaul, pour renforcer la 11e Flotte Aérienne, dans les derniers jours d'octobre 1943. Au même moment, une TF 38, aux ordres du contre-amiral Sherman, constituée autour des USS Saratoga et Princeton assurait la couverture éloignée du débarquement sur Bougainville à proximité du cap Torokina, le 1er novembre.

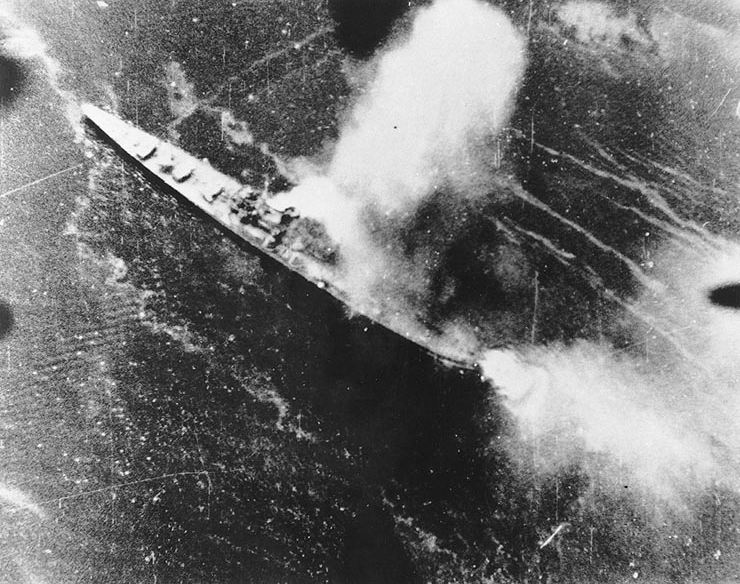
Le croiseur lourd japonais Chikuma est manqué de peu par les bombes de l'aviation américaine embarque, le 5 novembre 1943, à Rabaul

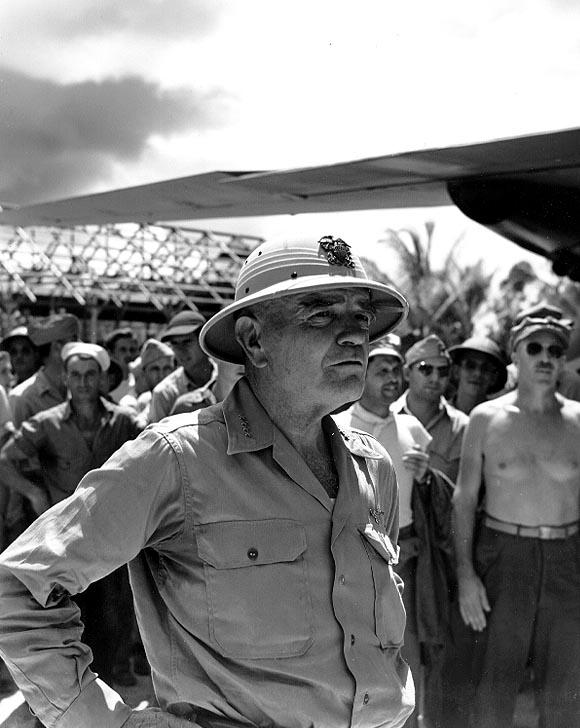
L'amiral Halsey, commandant en chef de la Zone du Pacifique Sud, en mai 1944

Après qu'une contre-attaque de deux croiseurs lourds et deux croiseurs légers japonais basés à Rabaul, aux ordres du contre-amiral Ōmori, a été repoussée dès la nuit suivante, par les croiseurs de la TF 39 du contre-amiral Merrill, chargés de la couverture rapprochée, à la bataille de la baie de l'Impératrice Augusta, sept croiseurs lourds basés à Truk furent envoyés à Rabaul, par l'amiral Koga. La TF 38, qui bombardait les aérodromes de l'aviation navale japonaise basée à terre sur les îles Shortland et Buka reçut l'ordre d'attaquer Rabaul, où les croiseurs refaisaient leurs pleins. Malgré les redoutables défenses antiaériennes de cette base, le Maya a été avarié, et les croiseurs Atago, Takao et Mogami endommagés, le 5 novembre. Deux Task Groups de la Task Force 50 étaient en route vers les îles Gilbert et avaient atteint Espiritu Santo, dans les Nouvelles Hébrides. Le TG 50.3 (avec les USS Essex, Bunker Hill et Independence) reçut mission d'aller prêter main-forte à la TF 38, devenue le TG 50.4, pour bombarder Rabaul. Mais déjà, la Marine impériale japonaise avait replié ses grandes unités sur Truk, dans les îles Carolines, et ni Rabaul, ni Kavieng n'eurent ensuite de valeur opérationnelle en tant que bases navales.
Pour son commandement du secteur du Pacifique Sud, à partir de la fin octobre 1942, jusqu'au 1er décembre 1943, l'amiral Halsey a reçu une nouvelle citation, au titre de la Marine, pour Service distingué, et donc avec attribution d'une étoile d'or sur le ruban de sa Navy Distinguished Service Medal.
Au début de 1944, les débarquements aux îles Green en février, et à Emirau en mars, par les forces de l'amiral Halsey, et aux îles de l'Amirauté, de mars à mai, par les forces du général MacArthur, ont parachevé l'encerclement de Rabaul. L'amiral Halsey a reçu pour son commandement en chef de la zone du Pacifique Sud, de décembre 1943 jusqu'au 1er mai 1944, l'Army Distinguished Service Medal.

#### Commandant en chef de laIIIeFlotte

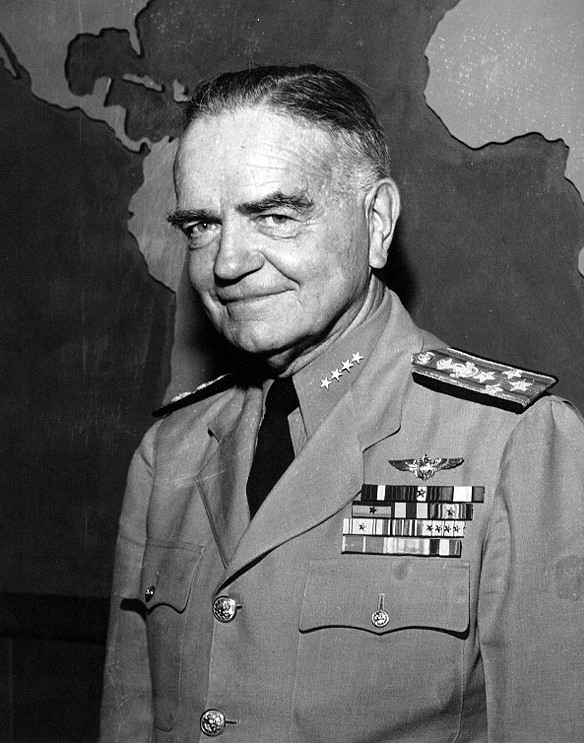
L'amiral Halsey a commandé les forces navales du Pacifique central, désignées comme la IIIe Flotte, de la fin août 1944 à la fin janvier 1945. Sa brochette de décorations permet de dater cette photo à la fin de 1944.

À la suite des bombardements sur l'île de Mindanao et dans les Visayas
L'amiral Halsey a quitté en mai 1944 le Commandement de la Zone du Pacifique Sud, qui aura sans doute été sa principale contribution au succès des forces américaines dans la guerre du Pacifique
pour aller prendre le commandement en chef des forces navales du Pacifique central, exercé depuis août 1943 par l'amiral Raymond Spruance, qui sera en juin auréolé de la victoire de la bataille de la mer des Philippines. Autant Raymond Spruance était méthodique et précautionneux, autant William Halsey était versatile et fonceur, ce qui lui valut son surnom de « Bull Halsey » (“Halsey le Taureau”). À trois reprises (août 1944, janvier 1945, et mai 1945), les deux hommes se sont succédé au commandement des forces navales du Pacifique Occidental, et la flotte qu'ils commandaient était désignée comme la Ve Flotte, lorsque Raymond Spruance en était le commandant en chef, et IIIe Flotte lorsque c'était William Halsey.
Ainsi, le 26 août 1944, l'amiral Halsey a pris la tête de la “Grande Flotte Bleue”, comme étaient fréquemment désignées, en leur sein, les forces navales du Pacifique central. À cette occasion, la Ve Flotte a été rebaptisée IIIe Flotte, la Task Force 58 (la Fast Carrier Task Force) a été renumérotée TF 38, mais le vice-amiral Mitscher en a gardé le commandement, avec les quatre Task Groups, désormais commandés par le vice-amiral McCain pour le TG 38.1, en remplacement du contre-amiral Clark, le contre-amiral Bogan pour le TG 38.2, le contre-amiral Sherman pour le TG 38.3, et le contre-amiral Davison pour le TG 38.4.
Après la conquête des îles Mariannes, le choix de l'objectif suivant des forces américaines s'est finalement porté sur les Philippines, dont l'invasion prévue pour la fin de 1944, doit se faire aux ordres du général MacArthur, bénéficiant du soutien des forces navales placées sous les ordres de l'amiral Nimitz,.

##### Le plan Sho-Gō de défense des Philippines
Dès le mois d'août, le Haut commandement japonais a commencé à établir des plans pour faire face à la prochaine offensive américaine, avec plusieurs variantes, selon que seraient visées les Philippines, Formose, les Îles Ryūkyū, dont fait partie Okinawa, ou Kyūshū. L'idée de manœuvre était simple, lancer la totalité des forces de la Marine impériale japonaise contre les forces de couverture éloignée d'un débarquement, pour aller ensuite détruire les forces amphibies devant les plages de débarquement. Mais une difficulté tenait à la faiblesse de l'aviation embarquée. Les pertes excessivement lourdes, subies au cours de la bataille de la mer des Philippines, obligeaient à baser les porte-avions au Japon, pour essayer d'en reconstituer les groupes aériens, alors qu'il avait fallu baser les cuirassés et les grands croiseurs au mouillage des îles Lingga, près de Singapour, à proximité des ressources pétrolières de Borneo, ce qui nuisait au principe de concentration des forces.
À la mi-septembre, la IIIe Flotte américane a porté son effort dans le secteur des Palaos, dans les îles Carolines occidentales, débarquant à Peleliu (Opération Stalemate), le 15, où, malgré un bombardement massif du Groupe d'Appui Feu du contre-amiral Oldendorf (TG 32.5), avec cinq cuirassés anciens, cinq croiseurs lourds et trois grands croiseurs légers, les Marines eurent beaucoup de pertes, en raison d'une nouvelle défense en profondeur, et de la fortification du centre de l'île, ce que les Japonais ont repris ultérieurement, à Okinawa notamment. Quelques jours plus tard, le 21, l'atoll d'Ulithi, dans les Mariannes occidentales, était occupé sans coup férir.
Ces opérations ont permis aux Japonais de déduire que le prochain objectif américain serait les Philippines. Or l'amiral Toyoda, commandant en chef de la Flotte Combinée était convaincu que la perte des Philippines signifierait la fin de la guerre navale, par la rupture des relations entre le Japon et les territoires occupés de l'Asie du Sud-Est, privant de carburant les navires basés au Japon et privant ceux basés dans le sud de capacités de réparations suffisantes et d'approvisionnement en munitions, concluant : « Sauver la Flotte au prix de la perte des Philippines n'aurait aucun sens ». Le Haut Commandement japonais estime cependant que l'attaque principale contre les Philippines se fera vers novembre-décembre, ce qui laisse encore quelques mois pour la reconstitution des groupes aériens des porte-avions. C'est d'ailleurs ce que prévoient aussi les états-majors américains avec un débarquement à Mindanao en novembre, à Leyte en décembre.
L'aviation embarquée de la TF 38 a alors entrepris le bombardement des aérodromes japonais installés aux Philippines, à Okinawa, aux îles Bonin et à Formose, en vue d'un premier débarquement à Yap dans les îles Carolines occidentales, le 26 septembre, et aux Philippines en novembre-décembre. Le 13 septembre, l'amiral Halsey, convaincu à partir de renseignements sur la faiblesse des réactions japonaises, a proposé d'avancer le débarquement sur Leyte au 20 octobre. Soumise au Comité des chefs d'État-Major, au cours de la seconde Conférence inter-alliée de Québec, cette proposition a été adoptée et les plans américains ont été modifiés en conséquence : les troupes devant débarquer à Yap ont rallié les troupes de MacArthur, et la base de soutien avancé de l'U.S. Navy, qui était installée à Eniwetok, dans les îles Marshall, a été rapidement transférée à Ulithi.
Ont alors été transférés à « la Marine de MacArthur », commandée par le vice-amiral Kinkaid
- la Force Amphibie de la IIIe Flotte (Force Amphibie III du vice-amiral Wilkinson de la Flotte du Pacifique) qui a rejoint, comme Task Force 79, la Force Amphibie VII du contre-amiral Barbey, désignée comme Task Force 78.
- Le Groupe d'Appui Feu (les cuirassés anciens et un certain nombre de croiseurs lourds) et le Groupe d'Appui Aérien (dix-huit porte-avions d'escorte) sont devenus des Task Groups TG 77.2 et TG 77.4 de la VIIe Flotte.

Seuls les porte-avions rapides (huit porte-avions d'escadre et huit porte-avions légers), les six cuirassés modernes et quinze croiseurs (six croiseurs lourds, sept grands croiseurs légers et deux croiseurs anti-aériens), leurs destroyers d'escorte et leur train d'escadre sont restés aux ordres des amiraux Nimitz et Halsey, au sein de la seule Task Force 38 du vice-amiral Mitscher, avec la mission d'assurer la couverture éloignée de l'opération King Two.
Du côté japonais, en octobre, le vice-amiral Ozawa, commandant le “Corps Principal” qui doit rassembler tous les porte-avions, prévient l'amiral Toyoda que l'avancement de la formation des nouveaux personnels de l'aviation embarquée ne permet pas d'assurer, à court terme, la couverture aérienne des grands bâtiments de surface. Il propose donc que le Corps Principal et la Force d'Attaque de Diversion no 1, qui doit rassembler sept cuirassés et plus de dix croiseurs lourds, opèrent séparément. L'amiral Toyoda accepte. Ce sera donc à l'aviation basée à terre, d'assurer la couverture aérienne des forces navales. L'amiral Toyoda demande de surcroît au vice-amiral Ozawa d'envoyer aux Philippines, voire à Formose, 150 pilotes qui n'ont pas encore la capacité d'opérer à partir des porte-avions, mais qui sont bien assez entrainés pour opérer à partir d'aérodromes. Cette opération dépouille les porte-avions de la plus grande part de leurs groupes aériens. Elle aboutit à utiliser les porte-avions comme un leurre, destiné à attirer les grands porte-avions américains, pour faciliter l'approche des cuirassés japonais vers les plages de débarquement. Cette répartition hétérodoxe des rôles entre les porte-avions et les grands navires "porte-canons", qui fait table rase des enseignements de près de trois ans de guerre navale dans le Pacifique, restera la caractéristique principale du Plan Sho-Gō (Victoire).
Ces dispositions sont prises sous le sceau du secret, et sont donc inconnues du commandement américain, secret qui va d'ailleurs largement s'appliquer aussi aux différents acteurs japonais. Le général Yamashita, commandant des forces de l'Armée japonaise aux Philippines, dont le QG était à Manille, n'a été informé des opérations navales prévues dans les eaux de l'archipel philippin que dans les grandes lignes et seulement, cinq jours avant le début de ces opérations. Le maréchal Terauchi, qui avait autorité sur les forces aériennes qui devaient assurer la couverture des opérations navales, et avait son QG à Saigon, n'a eu aucun contact avec l'amiral Toyoda, à Tokyo. Le chef d'état-major du vice-amiral Ozawa a dû appeler l'état-major de la Flotte Combinée pour régler, en urgence, au téléphone, les conditions d'intervention des porte-avions après qu'ils ont été dépouillés de la majeure partie de leurs groupes aériens, et le vice-amiral Shima, commandant la 5e Flotte, a d'abord cru qu'il était seul à devoir attaquer par le sud du golfe de Leyte, c'est-à-dire par le détroit de Surigao, et n'a pu avoir aucun contact avec le vice-amiral Nishimura, qui avait des ordres identiques, ordres qu'il n'a d'ailleurs reçus qu'à Borneo, quatre jours après avoir quitté le mouillage des îles Lingga.

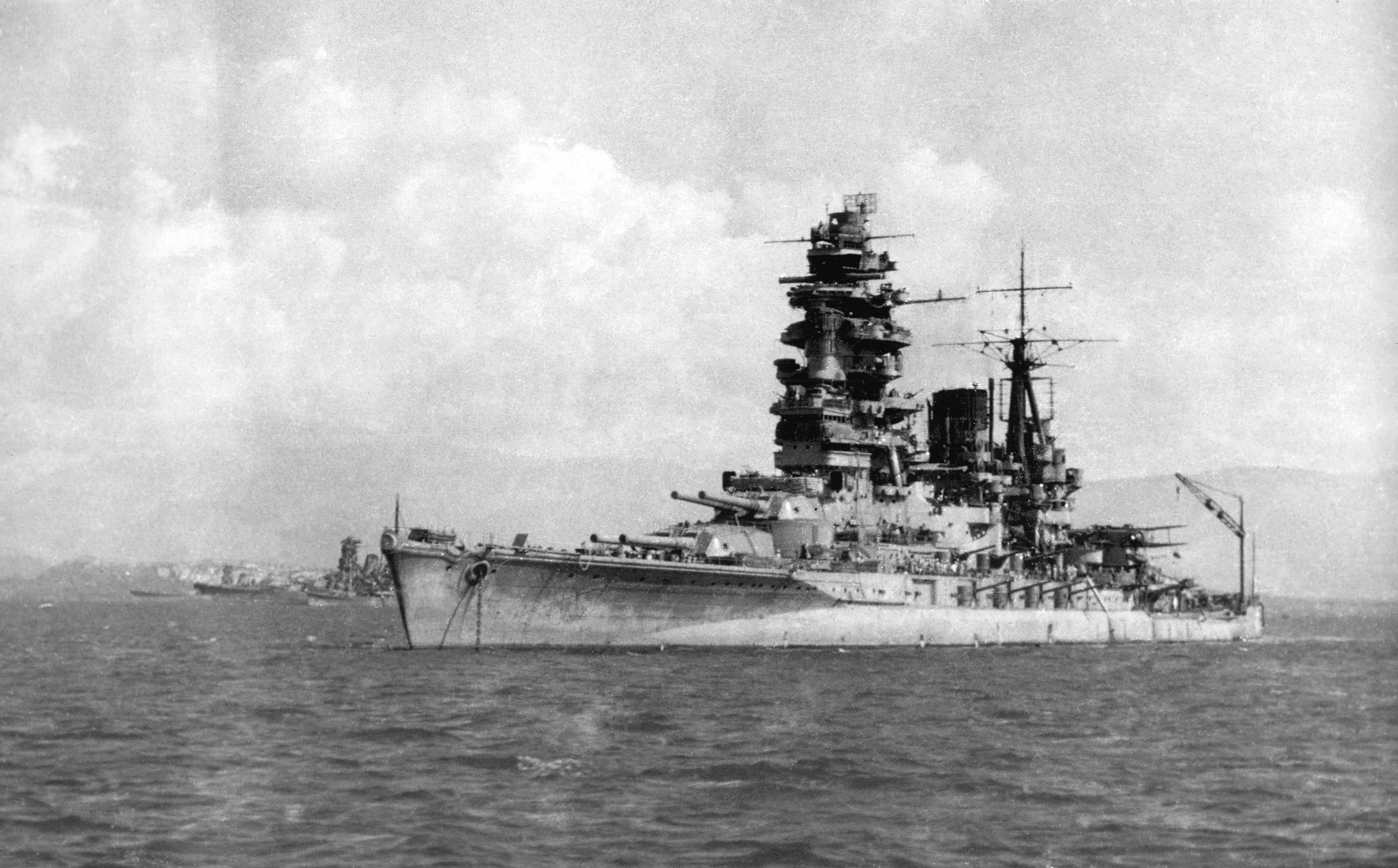
Le, en baie de Brunei, en route vers le golfe de Leyte (20-22 octobre 1944). À l'arrière-plan, on distingue le et le

Pendant la première quinzaine d'octobre, les bombardements de l'aviation embarquée de la IIIe Flotte sur Luçon et Formose ont donné lieu à des combats aériens violents, au cours desquels 800 appareils japonais ont été détruits, pour une centaine d'appareils abattus et 64 aviateurs américains tués. Le 17 octobre, le Plan Sho-Go a été déclenché.

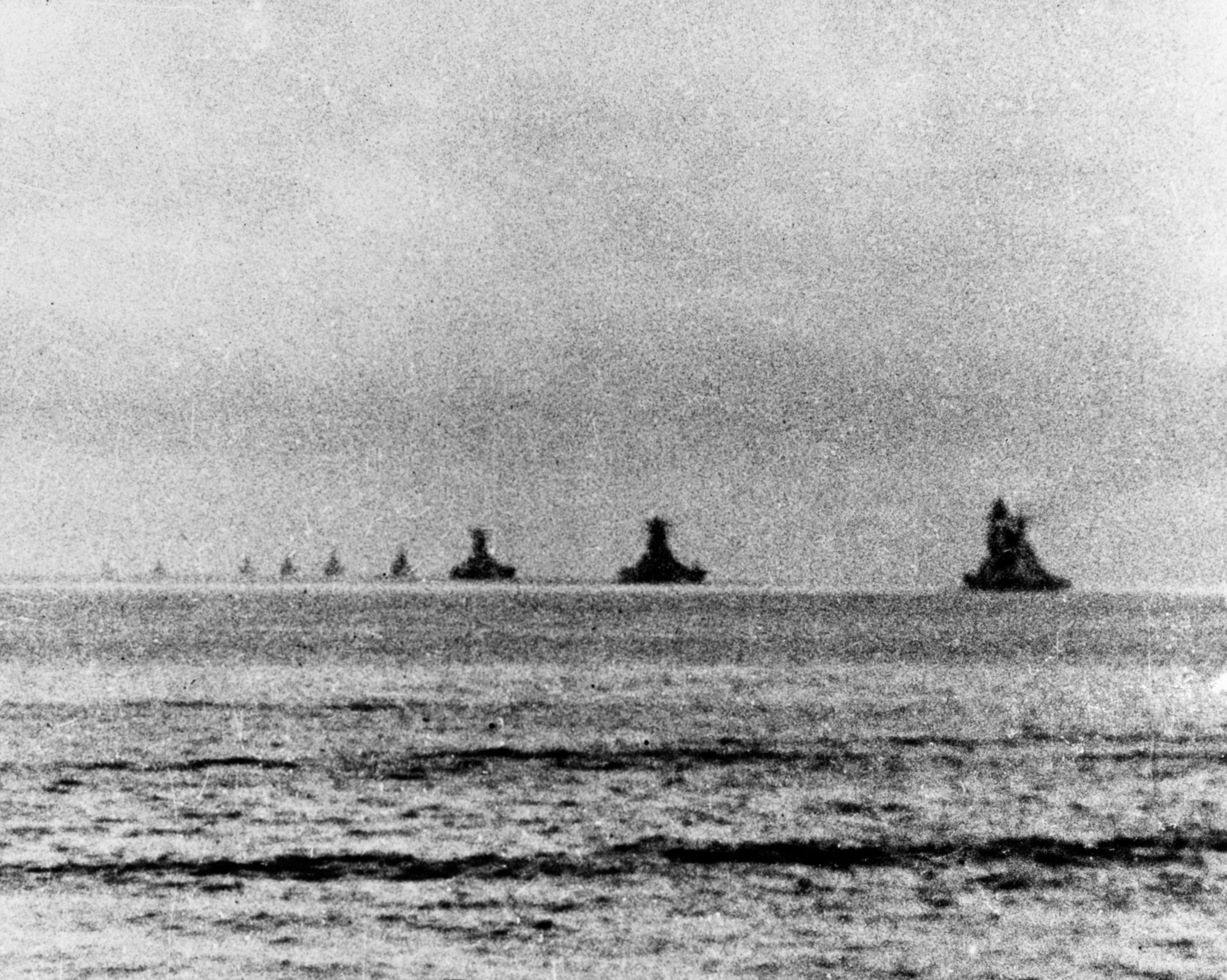
La Force d'Attaque de Diversion no 1 du vice-amiral Kurita quitte Brunei, le 22 octobre 1944

Le vice-amiral Kurita a appareillé le lendemain pour Borneo, avec sept cuirassés, douze croiseurs lourds et deux croiseurs légers, et il est arrivé en baie de Brunei, le 20 en début d'après-midi, où il a appris que le débarquement américain avait commencé, le jour même, sur la côte orientale de l'île de Leyte. Il a fait refaire les pleins de carburant, a réuni les commandants des navires, leur a fait part de son intention de gagner le détroit de San-Bernardino par la mer de Sibuyan, et de contourner l'ile de Samar par le nord et l'est pour aller attaquer, le 25 au matin, les forces amphibies américaines jusqu'à Tacloban, au fond du golfe de Leyte. Le vice-amiral Nishimura, avec deux cuirassés et un croiseur lourd, devait passer par le détroit de Balabac et la mer de Sulu, pour entrer, dans le golfe de Leyte par le sud, c'est-à-dire par le détroit de Surigao, le 25 au matin, lui aussi. Tous ces bâtiments ont quitté Brunei le 22. Le vice-amiral Ozawa, avec un porte-avions d'escadre, trois porte-avions légers, ne portant au total qu'une centaine d'appareils, les deux cuirassés hybrides de porte-avions, sans aucun appareil embarqué, et trois croiseurs légers, a quitté la Mer Intérieure le 20, pour aller prendre position au nord-est de Luçon, avec mission d'attirer la Task Force 38, ses porte-avions rapides et ses cuirassés, le plus loin possible du golfe de Leyte. Le vice-amiral Shima, qui était sorti de Kure avec deux croiseurs lourds et un croiseur léger le 14 et se trouvait dans le détroit de Formose, devait relâcher dans les îles Calamian le 23, et gagner le détroit de Surigao, et il a appris alors la mission du vice-amiral Nishimura, avec lequel il n'a jamais eu aucun contact.

##### LaIIIeFlotte à la bataille du golfe de Leyte
L'organisation du commandement au sein des forces américaines n'était pas sans défaut non plus. La couverture rapprochée du débarquement sur Leyte était assurée par la VIIe Flotte, aux ordres directs du vice-amiral Kinkaid sous l'autorité du général MacArthur, qui relevait du général Marshall, chef d'État-Major de l'Armée des États-Unis. La couverture éloignée était assurée par la IIIe Flotte aux ordres de l'amiral Halsey, sous l'autorité de l'amiral Nimitz, qui relevait de l'amiral King, commandant en chef de la Flotte des États-Unis et chef des Opérations Navales. Ceci faisait des chefs d'État-Major réunis, au Pentagone à Washington, l'instance la plus proche susceptible de donner des ordres à la fois aux commandants en chef des IIIe et VIIe Flottes, en mer des Philippines. Les ordres écrits indiquaient : « Les mesures nécessaires à une coordination détaillée entre les forces opérationnelles du Pacifique Occidental (la IIIe Flotte) et les forces du Pacifique Sud-ouest (la VIIe Flotte) seront arrangées par leurs commandants respectifs ». L'amiral Halsey avait demandé à l'amiral Nimitz si sa mission prioritaire était d'assurer la sécurité du débarquement ou la destruction de la flotte de bataille ennemie, et la réponse avait été ambigüe.
Dans la nuit du 22 au 23, deux sous-marins américains ont repéré une importante force de grands bâtiments japonais cap au nord-est, le long de la côte ouest de Palawan. C'était la première indication que la flotte japonaise avait pris la mer. Aux premières heures de l'aube, les deux sous-marins sont passés à l'attaque et ont coulé deux croiseurs lourds, et un troisième, gravement avarié, a dû mettre le cap sur Singapour. D'autres sous-marins, dans la soirée, ont confirmé l'avance de ce qui était la Force d'Attaque de Diversion no 1, du vice-amiral Kurita, dans le détroit de Mindoro.
Les Task Groups de la TF 38 ont alors été déployés selon une ligne nord-ouest/sud-est, à l'est des Philippines, le TG 38.2 au centre, face au détroit de San-Bernardino, le TG 38.3, au nord au large de Luçon, le TG 38.4 au sud, devant le détroit de Surigao, le TG 38.1 ayant été envoyé, le 22 au soir, se ravitailler en carburant et en munitions, à Ulithi, à plusieurs centaines de nautiques à l'est.

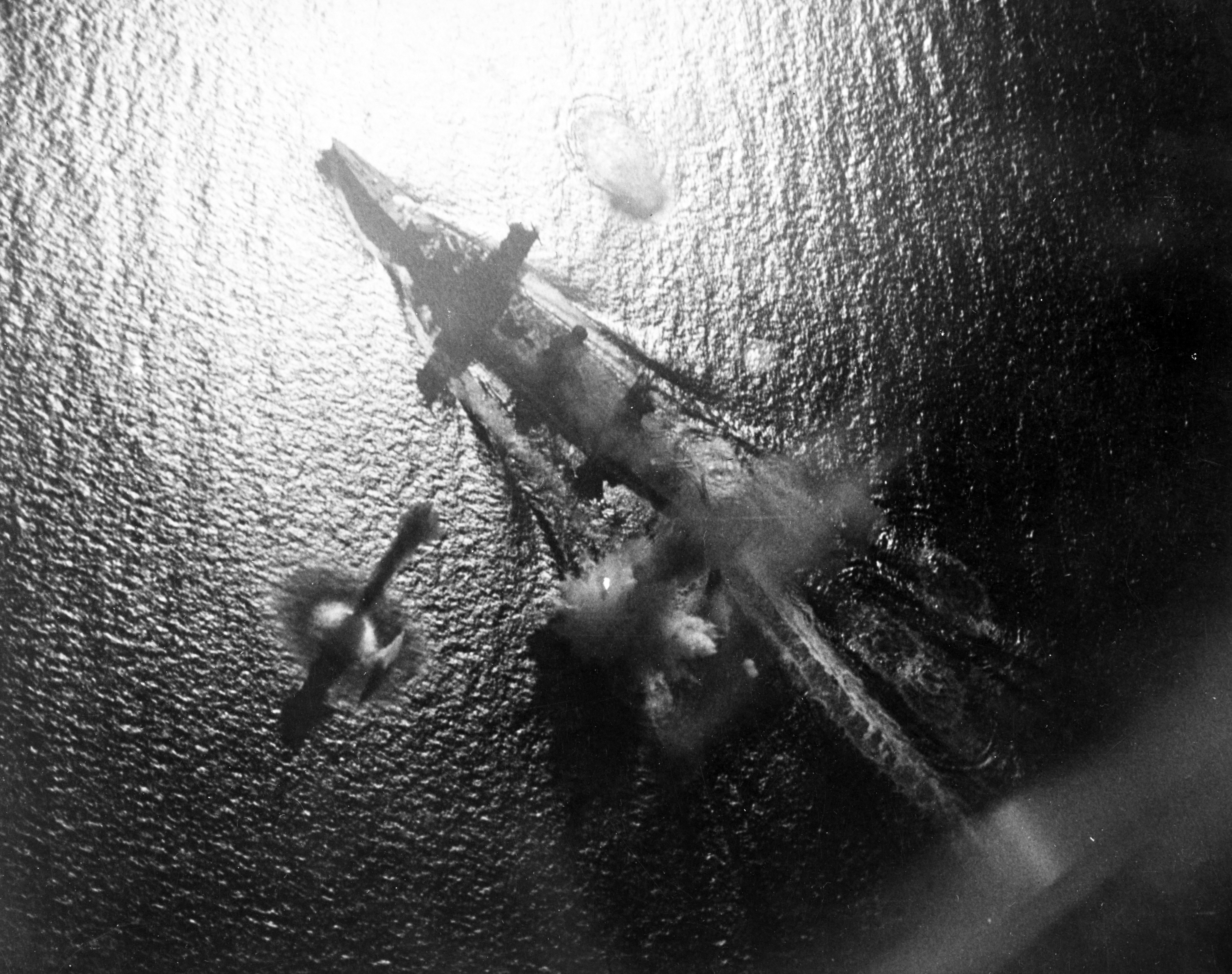
Un des cuirassés du vice-amiral Nishimura, sous les bombes de l', en mer de Sulu, le 24 octobre 1944

Une reconnaissance aérienne de l'USS Intrepid du TG 38.2 a repéré, le 24 au matin, la force que les sous-marins américains avaient attaquée, identifiant quatre cuirassés, dont les deux cuirassés géants (Yamato et Musashi), encore jamais vus en opérations par des forces américaines, accompagnés de sept croiseurs lourds. Un avion de l'USS Enterprise du TG 38.4 a repéré plus au sud en mer de Sulu, au large de Negros, deux cuirassés et un croiseur, la force du vice-amiral Nishimura, et c'était aussi la découverte de la branche sud de la manœuvre en tenaille japonaise, par le détroit de Surigao. Une vague de 26 avions de l'USS Enterprise a aussitôt mené une attaque qui leur a mis plusieurs coups au but, mais sans les ralentir. Les deux croiseurs lourds du vice-amiral Shima, dont les Américains ont pensé qu'ils faisaient partie de la force du vice-amiral Nishimura, ont aussi été repérés, mais n'ont pas été attaqués. En effet, soucieux de concentrer ses forces contre l'escadre la plus puissante, celle qui se dirigeait vers le détroit de San-Bernardino, l'amiral Halsey a ordonné aux TG 38.3 et 38.4 de rallier le TG.38.2, ce qui ne permettait plus de frapper les forces japonaises en mer de Sulu, le vice-amiral Kinkaid faisant son affaire, avec les forces dont il disposait, de les empêcher de franchir le détroit de Surigao.

###### Contre les cuirassés japonais en mer de Sibuyan

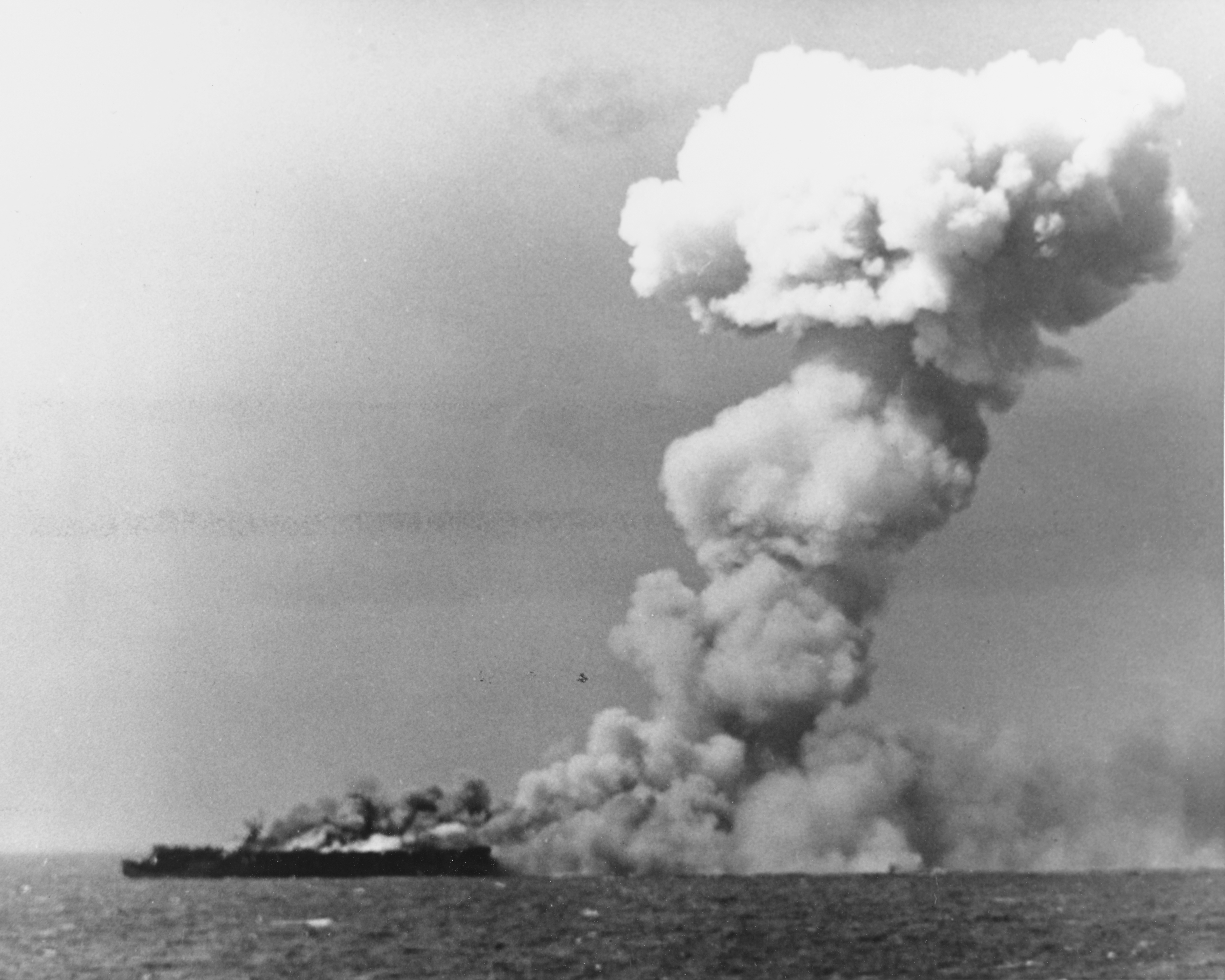
L' en feu, à l'est de Luçon, le 24 octobre.

Dans la journée du 24 octobre, les attaques des porte-avions rapides de la IIIe Flotte américaine se sont concentrées sur les cuirassés qui se trouvaient alors en mer de Sibuyan. Leur DCA est impressionnante, mais ils n'ont aucune couverture aérienne. La chasse japonaise basée à terre se consacre uniquement à protéger les bombardiers attaquant les navires de la IIIe Flotte, qui ne réussissent qu'à endommager l'USS Princeton.

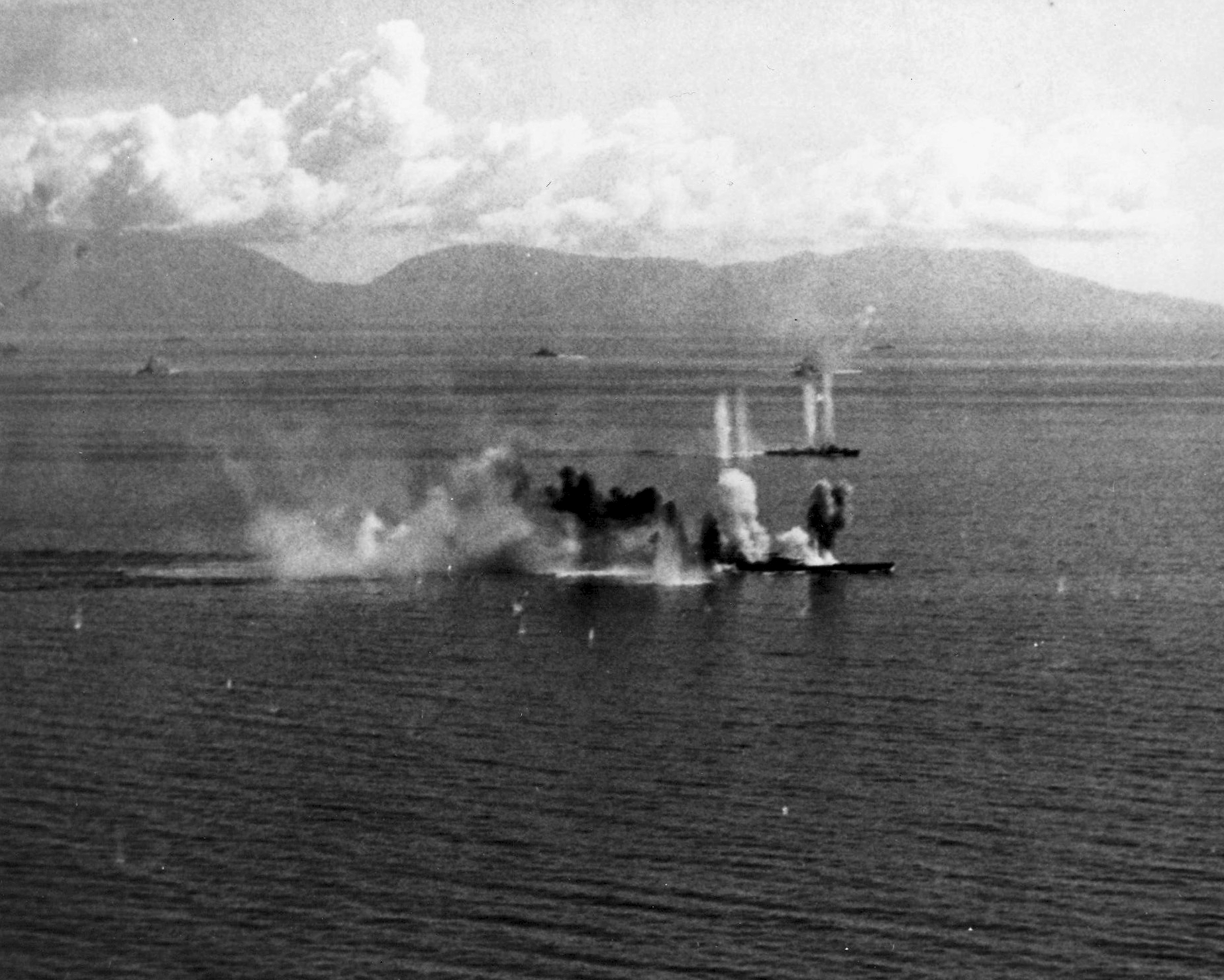
Le, sous les bombes américaines, en mer de Sibuyan, le 24 octobre 1944

Le Musashi a été attaqué par onze vagues de bombardiers-torpilleurs et bombardiers en piqué, il a perdu de la vitesse et de la flottabilité. Le cuirassé rapide Haruna et le Nagato ont également été touchés, un croiseur lourd (le Myōkō) a dû rebrousser chemin. En début d'après-midi, un cuirassé géant a été signalé immobilisé et plusieurs cuirassés endommagés ont été repérés à une quarantaine de nautiques à l'ouest de la position où ils avaient été précédemment signalés, donc sur une route de retraite. Ceci a convaincu l'amiral Halsey que la progression de cette escadre était enrayée. Le vice-amiral Kurita avait bien fait faire demi-tour à ses navires, en attendant le résultat des attaques de l'aviation basée à terre contre les navires américains, s'est-il justifié auprès de l'amiral Toyoda.
Mais l'amiral Halsey demeurait préoccupé de ne pas avoir localisé de porte-avions japonais. Il ignorait que le vice-amiral Ozawa avait multiplié les tentatives pour se faire repérer. En vain, celui-ci avait rompu le silence radio, et avait lancé une vague d'avions contre le TG 38.3 du contre-amiral Sherman. Par ailleurs, les attaques de l'aviation japonaise basée aux Philippines avaient été nombreuses, elles s'étaient heurtées à la puissante DCA des bâtiments américains et à la chasse embarquée, on a vu qu'elles ont endommagé le porte-avions léger USS Princeton, qui sera finalement sabordé. Mais elles avaient contrarié l'envoi de reconnaissances aériennes, au nord de la TF 38, précisément là où se trouvaient les porte-avions japonais.
Comme les porte-avions du vice-amiral Ozawa ont été enfin repérés vers 16 h 30, à 130 nautiques au nord de Luçon, l'amiral Halsey en a conclu qu'il convenait de faire face à cette « nouvelle et puissante menace », et il a fait mettre cap au nord à l'ensemble de ses forces. Mais le vice-amiral Kurita a finalement décidé de reprendre le chemin du détroit de San-Bernardino. Il a été conforté dans cette attitude par un message grandiloquent de l'amiral Toyoda, « Confiante dans l'aide divine, la force entière attaquera », ce qui, dans l'esprit du commandant en chef japonais, signifiait que la flotte devait avancer, même si elle devait être totalement anéantie, et le vice-amiral Kurita l'a compris ainsi. Vers 19 h 30, le Musashi a fini par chavirer, mais dans la nuit, la Force d'Attaque de Diversion du vice-amiral Kurita a franchi le détroit de San-Bernardino. Ce mouvement n'a pas échappé aux reconnaissances américaines, et a été signalé à plusieurs reprises à l'amiral Halsey, qui n'en a pas moins continué à filer, cap au nord, avec la totalité des porte-avions rapides et des cuirassés modernes de la Task Force 38, vers les porte-avions du vice-amiral Ozawa. Jusque-là, le Plan Sho-Gō fonctionnait, mais le vice-amiral Kurita n'en a rien su.

###### «Où est la Task Force 34?»
Dans la soirée, l'amiral Halsey signale à l'amiral Nimitz et au vice-amiral Kinkaid, commandant la VIIe Flotte, qu'il a l'intention de constituer une nouvelle Task Force (TF 34), rassemblant quatre cuirassés et de grands croiseurs,. Dans l'esprit de l'amiral Halsey, cette Task Force a pour mission d'achever les porte-avions japonais avariés après les attaques que va leur porter l'aviation embarquée, aux ordres du vice-amiral Mitscher, mais le vice-amiral Kinkaid, qui n'a pas connaissance de l'intention de manœuvre réelle de l'amiral Halsey, a cru comprendre que cette Task Force aurait mission de garder le débouché du détroit de San-Bernardino, entre la mer de Sibuyan et la mer des Philippines. Averti au début de la nuit que la « Force centrale » japonaise avait atteint le détroit de San-Bernardino, l'amiral Halsey a considéré qu'il ne pouvait s'agir que de la manifestation de l'obstination japonaise à exécuter les ordres « à la Guadalcanal » et il a donné son accord au vice-amiral Mitscher, vers 2 h du matin, pour constituer la Task Force 34, avec une Ligne de Bataille de six cuirassés, aux ordres du vice-amiral Lee, et avec sept croiseurs et 18 destroyers, l'amiral Halsey assurant lui-même la coordination tactique de cette Force de Frappe de Surface Lourde.

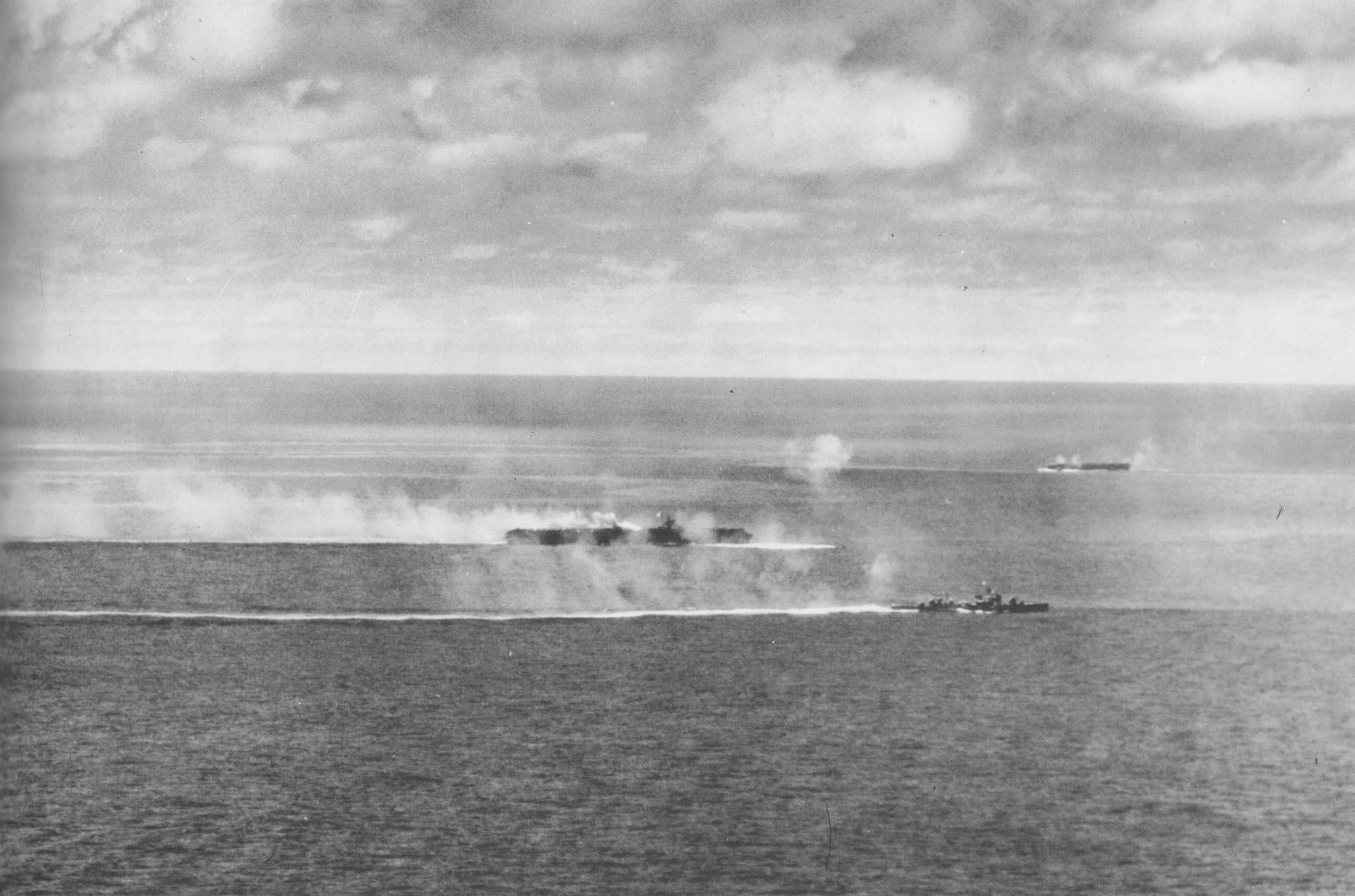
Le porte-avions Zuikaku, navire-amiral du vice-amiral Ozawa, le 25 octobre 1944, à la bataille du cap Engaño

L'aviation embarquée a commencé, dès le lever du soleil, vers 6 h 30, à préparer une première vague d'assaut, qui va mettre du temps à attaquer, car la « Force du Nord » n'est pas exactement là où la croyaient les officiers de renseignement de la IIIe Flotte américaine. Cette première attaque, qui se heurte à une intense DCA des navires d'escorte, mais trouve les porte-avions japonais sans appareils sur les ponts d'envol et sans chasseurs en l'air, va couler un porte-avions léger de la classe Chitose et immobiliser le second porte-avions de cette classe, endommager un troisième porte-avions léger, le Zuiho, ainsi que le grand porte-avions Zuikaku. Lorsque l'amiral Halsey apprend ces résultats, il signale par radio au vice-amiral Lee « Rapprochez vous de l'ennemi à 25 nœuds », et l'ennemi est au nord, pas au sud. Mais il a reçu déjà un message alarmiste du vice-amiral Kinkaid, dont une unité de six porte-avions d'escorte et son écran de destroyers est en train de se faire canonner au large de l'île de Samar par une flotte de surface japonaise qui a débouché du détroit de San-Bernardino. Ce n'est que vers 9 h, que le vice-amiral Kinkaid, qui réclame à cor et à cri l'intervention des cuirassés, dont il pense qu'ils sont restés à garder le détroit de San-Bernardino, indique que cette force japonaise compte quatre cuirassés et huit croiseurs, c'est-à-dire à un cuirassé près, la force qui a été attaquée la veille en mer de Sibuyan, et que l'amiral Halsey pensait avoir laissée très amoindrie. L'amiral Halsey ordonne alors au vice-amiral McCain, dont le Task Group est le plus proche du golfe de Leyte, de lancer aussitôt que possible une attaque contre la force japonaise au large de Samar.
À 10 h, un message arrive de Pearl Harbor, l'amiral Nimitz demande « Où est la Task Force 34? », ce qui perturbe beaucoup l'amiral Halsey, car il croit y voir un reproche,. Vers 11 h, alors qu'une deuxième vague va partir contre les porte-avions japonais, les commandants des Task Groups reçoivent de l'amiral Halsey, l'ordre d'attaquer en priorité les navires qui ne sont pas endommagés, et de laisser les éclopés pour les finir plus tard. Peu après 11 h, une reconnaissance aérienne du Task Group 38.2 signale que trois porte-avions japonais sont immobilisés, à moins de 40 nautiques des cuirassés du vice-amiral Lee, mais à 11 h 15, l'amiral Halsey se résigne à arrêter la Task Force 34, qui reçoit ordre de virer de 180° et de mettre cap au sud.
Vers midi, la Task Force 34 a été dissoute en tant que commandement opérationnel, l'amiral Halsey a décidé de faire route au sud, avec le TG 38.2 du contre-amiral Bogan, et tous les cuirassés. Il a remis à disposition du vice-amiral Mitscher quatre croiseurs et dix destroyers qui faisaient initialement partie des TG 38.3 et 38.4. À ce moment, les porte-avions de la VIIe Flotte ne sont plus menacés par les navires de surface japonais, car le vice-amiral Kurita a suspendu son attaque vers 9 h 30, mais par les attaques-suicides de l'aviation basée à terre. Il reste cependant un espoir, pour les Américains, d'intercepter les quatre cuirassés et les deux croiseurs lourds japonais restants opérationnels dans la Force du vice-amiral Kurita, qui ont mis le cap au nord, cherchant la IIIe Flotte, à hauteur du détroit de San-Bernardino. Mais il a fallu d'abord reconstituer les pleins de mazout des destroyers d'escorte, et ce n'est que vers 16 h que l'amiral Halsey s'est lancé à 28 nœuds avec finalement les deux cuirassés les plus rapides, les USS Iowa  et New Jersey, trois grands croiseurs légers et huit destroyers.

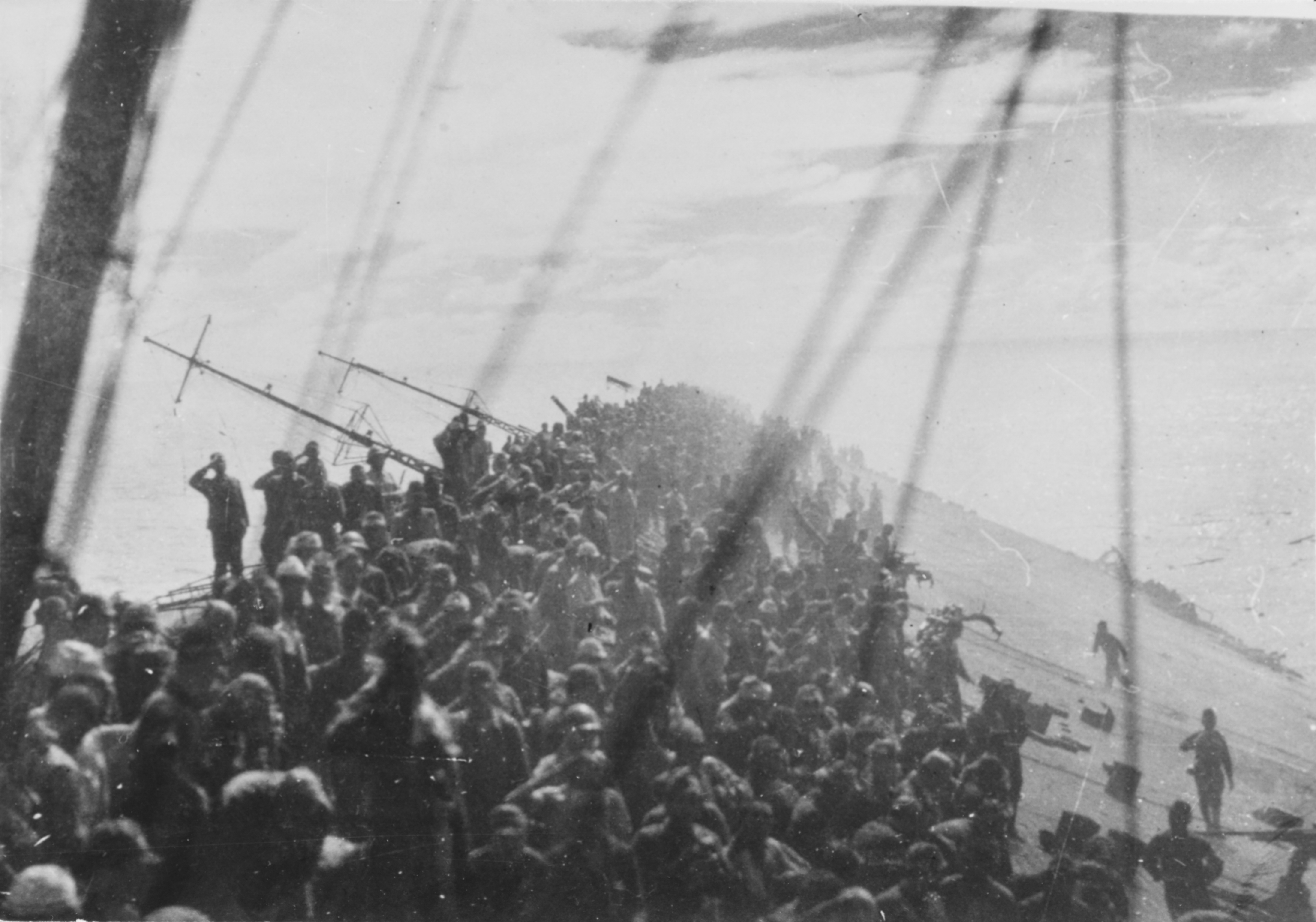
L'équipage du Zuikaku salue le pavillon avant d'abandonner le porte-avions dans l'après midi du 25 octobre

Pendant ce temps, le vice-amiral Mitscher, avec l'aviation embarquée des Task Groups 38.3 et 38.4, et un Task Group 30.3 de quatre croiseurs aux ordres du contre-amiral DuBose, a achevé les porte-avions du vice-amiral Ozawa, au large du cap Engaño.
Mais lorsque l'amiral Halsey est parvenu à proximité du détroit de San-Bernardino, peu après minuit, le vice-amiral Kurita l'avait déjà franchi depuis deux heures, et les trois grands croiseurs légers (Vincennes, Miami et Biloxi), aux ordres du contre-amiral Whiting n'ont réussi à intercepter que de petites unités qui s'étaient attardées pour recueillir des rescapés japonais de la bataille au large de Samar, comme le destroyer Nowaki qui a disparu corps et biens vers 1 h 30 avec tous les rescapés du croiseur lourd Chikuma.
Au total, lancés d'abord à la poursuite de la « Force du Nord », dans la nuit du 24 au 25 octobre, ce qui a découvert le détroit de San-Bernardino, puis, en sens inverse, de la « Force centrale » japonaise, dans l'après-midi et la soirée du 25 octobre, les cuirassés rapides américains n'ont pas tiré un obus de leurs 54 canons de 406 mm au cours de la bataille du golfe de Leyte,.
Les décisions de l'amiral Halsey ont évidemment été sujettes à controverses, certains comme l'amiral Morison, historiographe officiel de l'US Navy pour la guerre du Pacifique, les ont critiquées. Mais il demeure que l'action de l'amiral Halsey a abouti à la destruction de toutes les forces engagées de l'aéronautique navale japonaise, ce que certains ont reproché à l'amiral Spruance de ne pas avoir tenté en mer des Philippines. Mais ce qui se serait passé si Halsey avait commandé à la bataille de la mer des Philippines et Spruance à la bataille du golfe de Leyte n'est que pure conjecture.

##### Face auxkamikaze, devant les Philippines
Le 30 octobre à Ulithi, le vice-amiral Mitscher, qui commande la Fast Carrier Task Force depuis dix mois, en cède le commandement au vice-amiral Mc Cain, qui est remplacé à la tête du TG 38.1 par le contre-amiral Montgomery.

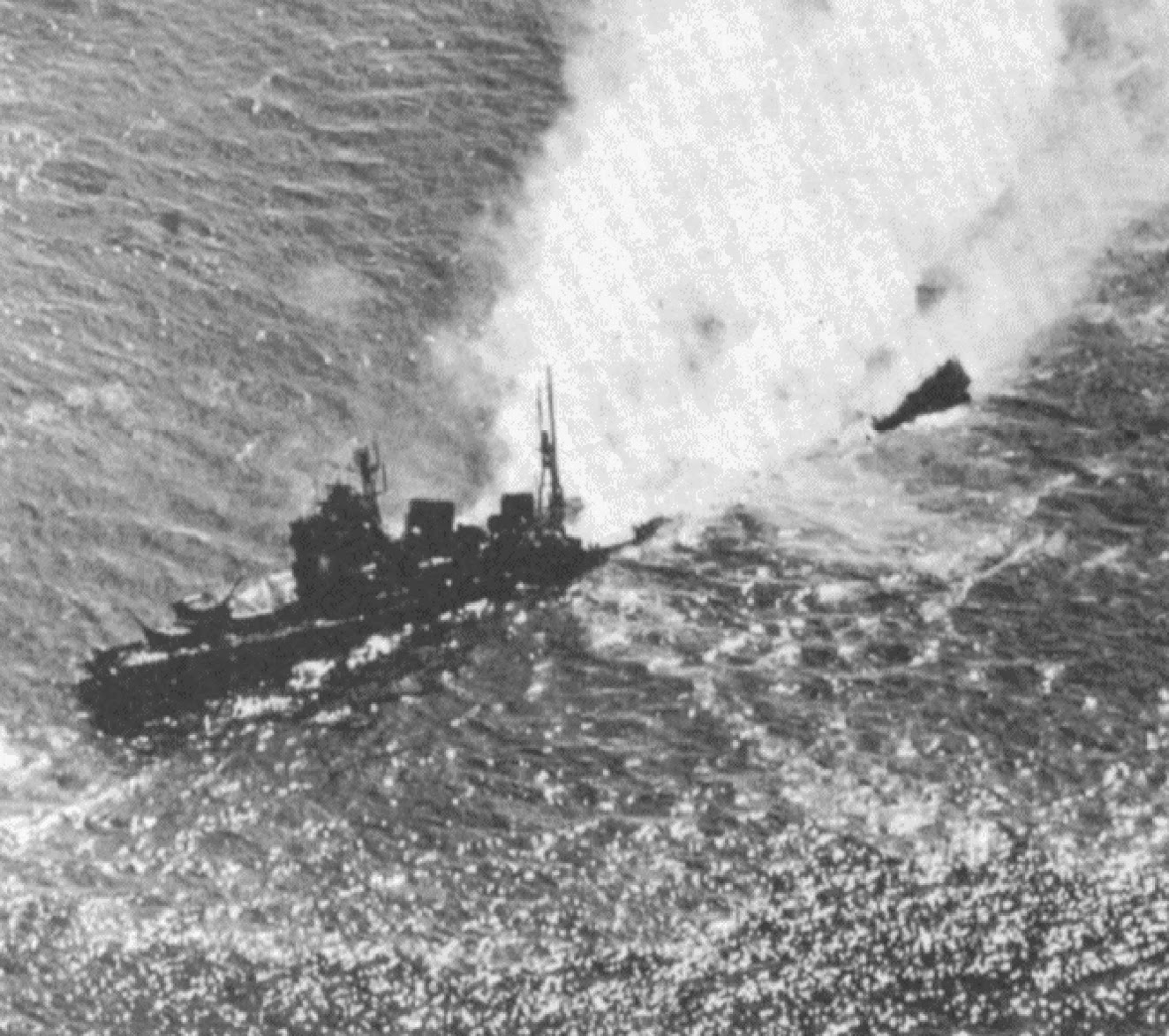
Le Nachi se brise sous les bombes de la TF 38, en baie de Manille, le 5 novembre 1944.

Comme il n'existait pas, à proximité des zones de combat, d'aérodromes susceptibles de servir de base à l'aviation de couverture des forces américaines pour l'attaque des Philippines, c'est à l'U.S. Navy qu'il a incombé d'apporter aux troupes au sol le soutien nécessaire, et en particulier à son fer de lance, la Task Force 38. Forte de neuf porte-avions d'escadre et de huit porte-avions légers, la TF 38 a bombardé, dès le 5 novembre, la baie de Manille et y a coulé le Nachi, navire amiral de la 5e Flotte, qui venait d'arriver de la bataille du détroit de Surigao. Les bombardements se sont poursuivis pendant tout le mois de novembre, et le 25 novembre, l'aviation de l'USS Ticonderoga a achevé le Kumano, en baie de Dasol, à proximité de Santa Cruz.

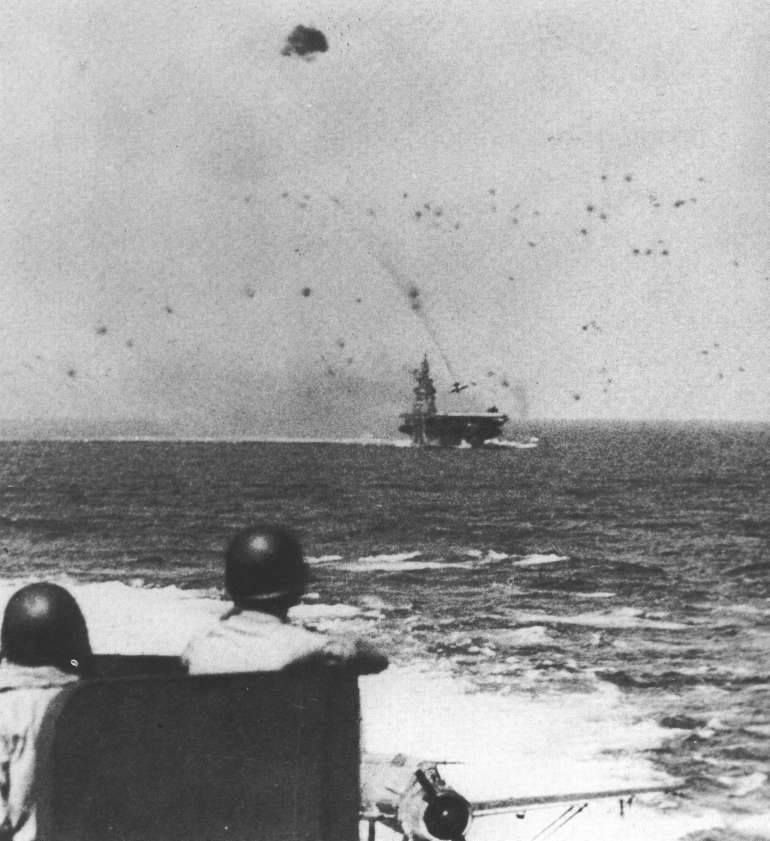
L' alors qu'il va être frappé le 25 novembre 1944 par un kamikaze

Mais les bâtiments américains ont dû alors faire face à une nouvelle et terrible menace, les attaques-suicides des kamikaze. À la fin de la bataille du golfe de Leyte, sous l'impulsion des vice-amiraux Ōnishi et Fukodome, commandants les 1re et 2e Flottes Aériennes japonaises, basées aux Philippines, les attaques-suicides avaient déjà frappé les porte-avions d'escorte de la VIIe Flotte. Cette fois, ce fut l'USS Intrepid qui a été endommagé par un kamikaze le 25 novembre. En décembre, pour couvrir le débarquement sur Mindoro, les bombardements se sont poursuivis sur les aérodromes de Luçon.

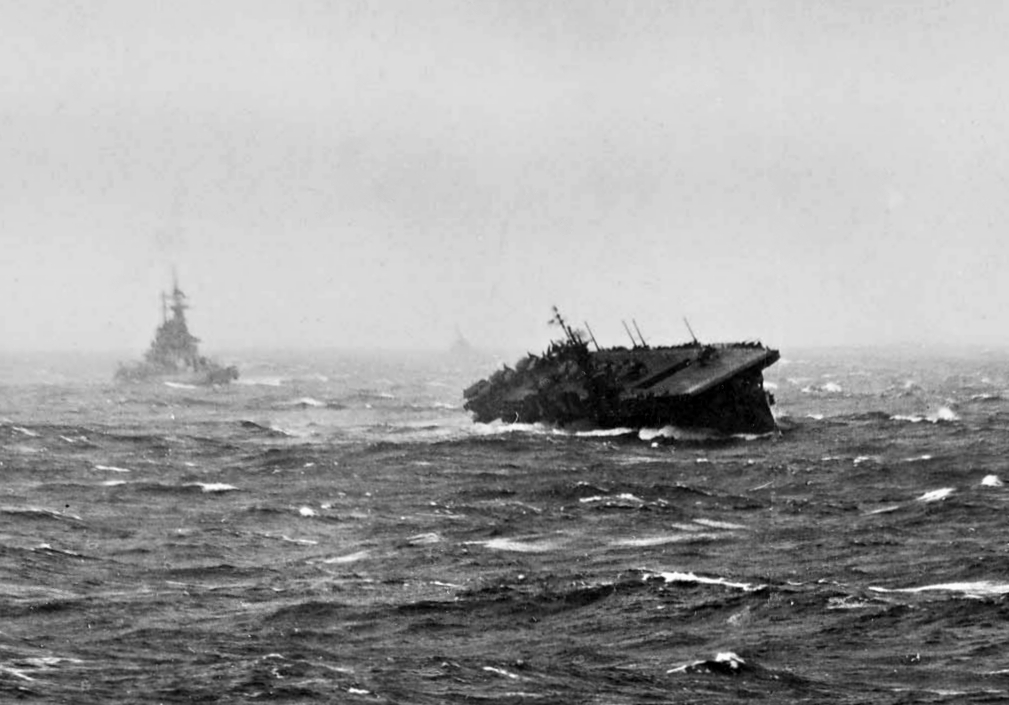
L' et un cuirassé, dans le typhon “Cobra”, en décembre 1944.

Au cours de ces opérations, la IIIe Flotte a rencontré des conditions météorologiques catastrophiques. L'amiral de la flotte Nimitz fait, en décembre 1944, la relation suivante concernant l'ouragan « Cobra » :

« Le 18 décembre 1944, des navires de la Flotte du Pacifique passèrent près du centre d'un typhon d'une rare violence alors qu'ils opéraient à environ trois cents milles à l'est de Luçon pour appuyer le débarquement aux Philippines. Trois destroyers, le Hull, le Monaghan et le Spence, chavirèrent et coulèrent avec pratiquement tout leur équipage ; le croiseur Miami, les porte-avions légers Monterey, Cowpens et San Jacinto, les porte-avions d'escorte Cape Esperance et Altamaha, les destroyers Aylwin, Dewey et Hickox subirent de graves dommages. Au moins dix neuf autres bâtiments, allant des croiseurs aux destroyers d'escorte, éprouvèrent des dégâts sérieux.[...] Ce sont les plus graves pertes que nous ayons subies dans le Pacifique, sans contrepartie, depuis la bataille de Savo. »

Il sera fait reproche à l'amiral Halsey de ne pas avoir mis ses bâtiments à l'abri, mais une commission d'enquête ne propose pas de sanction à son encontre.

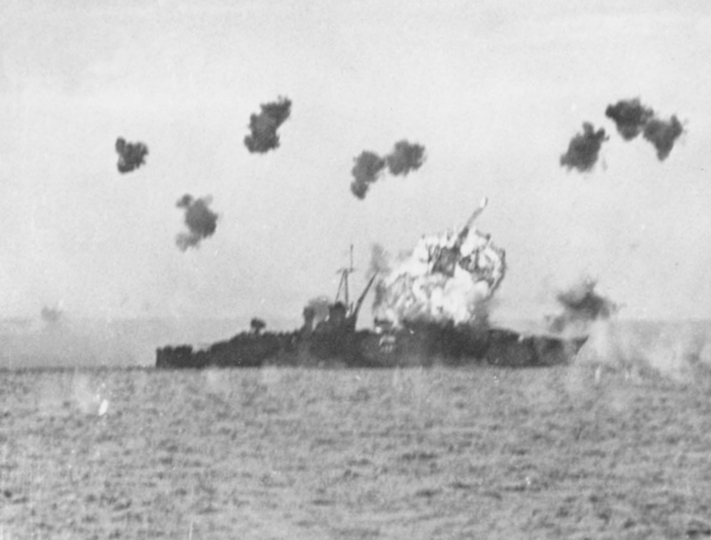
L'USS Louisville touché par un kamikaze, le 6 janvier 1945.

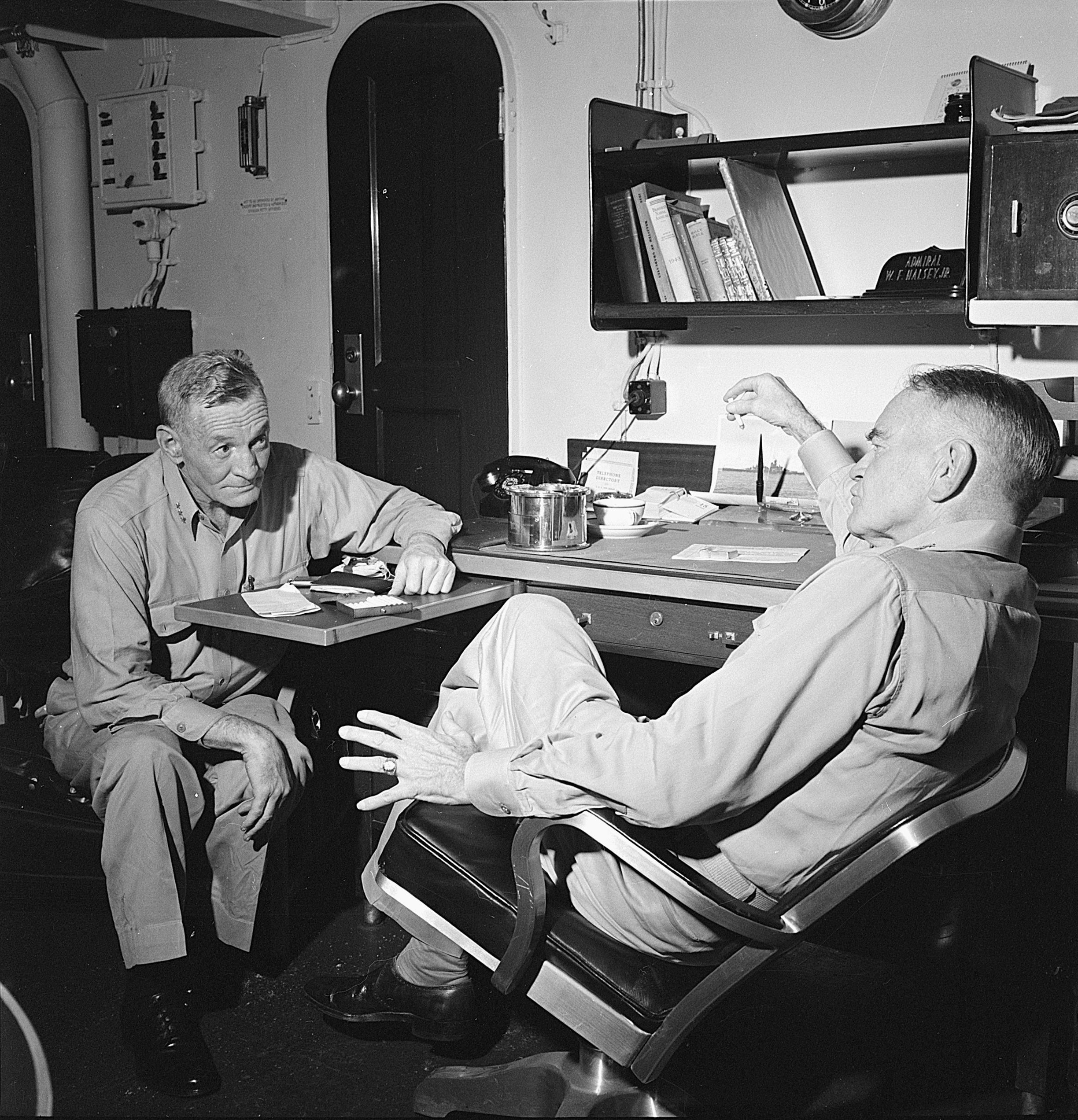
Le vice-amiral McCain, Sr (à gauche), en conférence avec l'amiral Halsey, sur l' en décembre 1944.

À partir du 10 janvier, la TF 38 est passée en mer de Chine méridionale, et a fait route vers les côtes indochinoises où elle a bombardé Qui Nhon, le cap Saint Jacques, la baie de Cam Ranh, la baie de Tourane. Les 15 et 16 janvier, elle a bombardé Formose, Hong Kong, Hainan, et Canton, puis le 21 et le 22, Formose encore, les îles Pescadores, Luçon une nouvelle fois, les îles Sakishima, Okinawa, les îles Ryūkyū. En rentrant de son incursion en mer de Chine, après la fin du raid le 26 janvier 1945, l'amiral Halsey cède son commandement à l'amiral Spruance, le vice-amiral Mitscher prend la suite du vice-amiral McCain et le contre-amiral Clark celle du contre-amiral Radford, qui a succédé au contre-amiral Montgomery, à la tête de ce qui s'appelle derechef la Ve Flotte, la TF 58 et le TG 58.1.
Pour son commandement de la IIIe Flotte, du 15 juin 1944 au 25 janvier 1945, l'amiral Halsey a reçu une troisième citation pour Service Distingué dans la Marine, et donc avec une deuxième étoile d'or sur le ruban de sa Navy Distinguished Service Medal.
Une nouvelle alternance entre les amiraux Halsey et Spruance, McCain et Mitscher est mise en œuvre pendant la bataille d'Okinawa, le 26 mai 1945, par l'amiral de la flotte Nimitz, en raison du stress infligé au cours des batailles d'Iwo Jima et d'Okinawa, par des attaques-suicides très violentes, qui ont frappé les navires américains, des porte-avions d'escadre aux destroyers piquets-radar, et qui ont même atteint les navires amiraux.

##### Les bombardements navals du Japon

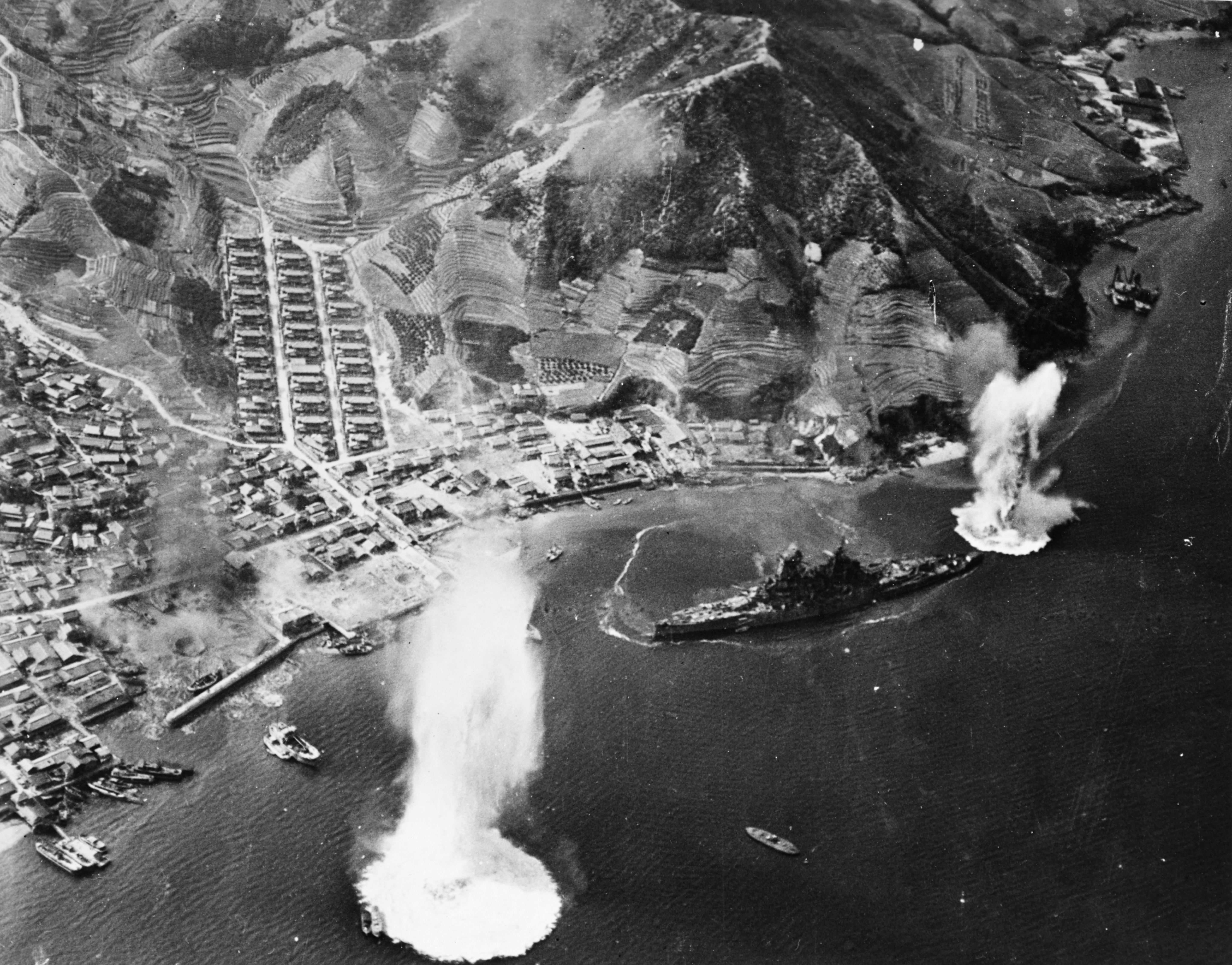
Le Haruna sous les bombes de la TF 38, le 28 juillet 1945, à Kure, vu d'un avion de l'USS Intrepid.

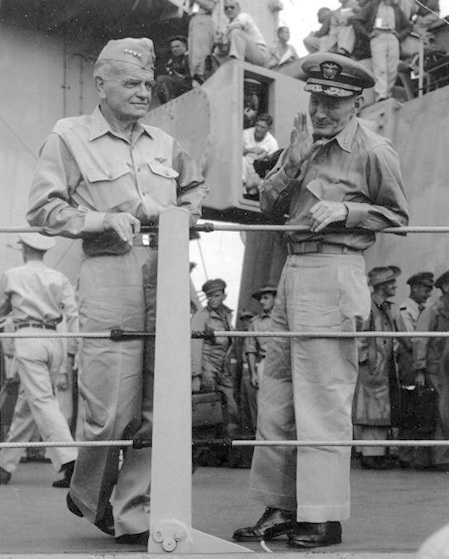
Les amiraux Halsey (à gauche) et McCain sur le Missouri le 2 septembre 1945, peu après la cérémonie de reddition du Japon.

Le 4 juin 1945, la IIIe Flotte dut à nouveau affronter un ouragan, « Viper », tout aussi violent que le typhon « Cobra », qui endommagea 36 navires et détruisit ou avaria gravement 92 avions. Cette fois, la commission d'enquête propose de relever l'amiral Halsey de son commandement, mais l'amiral de la flotte Nimitz ne donne pas suite, compte tenu des états de service de l'amiral Halsey. La conquête d'Okinawa s'est achevée le 22 juin.
Le 1er juillet, la IIIe Flotte a appareillé du golfe de Leyte, cap sur le Japon. Elle compte alors en son sein des bâtiments de la Flotte britannique du Pacifique (British Pacific Fleet). L'amiral de la Flotte King a cependant veillé soigneusement à ce que ce soient des navires américains qui portent les derniers coups fatals aux navires de guerre japonais réfugiés dans les bases du Japon. À partir du 10 juillet, la TF 38 bombarde Honsho. Si le Nagato a, le 18 juillet, été endommagé, mais a échappé à la destruction totale, du 24 au 28 juillet, le cuirassé rapide Haruna, les cuirassés hybrides de porte-avions Ise et Hyuga, les croiseurs lourds Aoba, Tone, et le croiseur léger Ōyodo, à l'ancre dans les bases navales de Kure et de Kobe, ont été coulés en eaux peu profondes. Jusqu'au 9 août, des bombardements côtiers ont lieu contre des installations industrielles.
Le 2 septembre 1945, la capitulation officielle de l'empire du Japon est signée sur le pont de l'USS Missouri, sur lequel l'amiral Halsey a sa marque.
Pour son commandement de la IIIe Flotte, du 28 mai au 2 septembre 1945, l'amiral Halsey a reçu une quatrième citation pour service distingué dans la Marine, et donc avec une troisième étoile d'or sur le ruban de sa Navy Distinguished Service Medal.

### Après la guerre
En décembre 1944, sept nominations d'officiers généraux “à cinq étoiles” étaient intervenues, trois amiraux de la Flotte, et quatre généraux de l'Armée. Or la loi créant ces nouveaux grades prévoyait la possibilité de promouvoir quatre amiraux, une dernière promotion est donc intervenue en décembre 1945. Alors que, pour les généraux de l'Armée, deux généraux commandant en chef devant l'ennemi (Douglas MacArthur et Dwight Eisenhower) ont été promus, aucun des amiraux promus (William Leahy, Ernest King et Chester Nimitz) n'avait commandé à la mer pendant la guerre. Les amiraux Spruance et Halsey ayant alternativement commandé les plus importantes forces navales de l'U.S. Navy, dans le Pacifique, c'est l'appui du très influent président du Comité des Affaires Navales de la Chambre des Représentants des États-Unis, Carl Vinson, très sensible à la popularité de l'amiral Halsey, qui vaut à ce dernier d'être promu amiral de la Flotte. Spruance aura bénéficié, comme lot de consolation, du maintien de la solde d'amiral en service actif pendant sa retraite.
En 1946, William Halsey a effectué un périple de six semaines en Amérique Centrale et en Amérique du Sud, au cours duquel il a reçu les décorations les plus prestigieuses dans huit des états visités.
Un amiral de la Flotte n'est jamais mis à la retraite. Néanmoins, William Halsey a quitté le service de la Marine, en mars 1947, occupant ensuite d'importantes fonctions dans l'industrie. Il s'est efforcé de réunir les fonds nécessaires à la préservation de l'USS Enterprise comme musée, mais il n'est pas parvenu à ses fins.
William Halsey est mort le 20 août 1959 et est enterré au cimetière national d'Arlington.

### Hommages posthumes
Deux bâtiments de l'U.S.Navy ont porté le nom de Halsey, un destroyer lance-missiles, l'USS Halsey (DLG-23), mis en service en 1963, reclassé croiseur lance-missiles (CG-23) de 1975 à 1994, puis l'USS Halsey  (DDG-97) de la classe Arleigh Burke, doté du système d'armes Aegis, mis en service en 2007.
Paul McCartney a consacré une chanson à William Halsey dans son album Ram, intitulée Uncle Albert/Admiral Halsey.
L'amiral Halsey est incarné par Dennis Quaid dans le film Midway.

## Dates de promotion
United States Naval Academy Midship—Promotion de 1904
| Ensign         | Lieutenant, Junior Grade | Lieutenant     | Lieutenant commander | Commander        | Captain         |
| O-1            | O-2                      | O-3            | O-4                  | O-5              | O-6             |
| -------------- | ------------------------ | -------------- | -------------------- | ---------------- | --------------- |
|                |                          |                |                      |                  |                 |
| 2 février 1906 | Non obtenu               | 2 février 1909 | 29 août 1916         | 1er février 1918 | 10 février 1927 |

| Rear Admiral (Lower Half) | Rear Admiral (Upper Half) | Vice Admiral | Admiral          | Fleet Admiral    |
| O-7                       | O-8                       | O-9          | O-10             | O-11             |
| ------------------------- | ------------------------- | ------------ | ---------------- | ---------------- |
|                           |                           |              |                  |                  |
| Non obtenu                | 1er mars 1938             | 13 juin 1940 | 26 novembre 1942 | 11 décembre 1945 |

Halsey n'a jamais obtenu le grade de Lieutenant Junior Grade bien que, pour des raisons administratives, ses états de service indiquent que ses promotions au grade de Lieutenant, Junior Grade et à celui de lieutenant, se déroulèrent le même jour.
À l'époque de la promotion d'Halsey comme contre-amiral, l'U.S. Navy n'avait pas maintenu le grade de commodore à une étoile. Halsey a de ce fait été promu de capitaine de vaisseau au grade de contre-amiral, (en anglais : Rear admiral (upper half) à deux étoiles.

## Principales décorations
|                                                       | |
| Insigne d'aviateur naval                              | |
|                                                       | Navy Cross                                                                                              |
| Gold star · Gold star · Gold star                     | Navy Distinguished Service Medal avec trois étoiles d'or pour 4 citations                               |
|                                                       | Army Distinguished Service Medal                                                                        |
| Bronze star                                           | Presidential Unit Citation (United States) avec étoile                                                  |
|                                                       | Mexican Service Medal                                                                                   |
| Bronze star                                           | World War I Victory Medal avec agrafe Destroyer                                                         |
| Bronze star                                           | American Defense Service Medal avec agrafe Flotte                                                       |
|                                                       | American Campaign Medal                                                                                 |
| Silver star · Silver star · Bronze star · Bronze star | Médaille de la Campagne Asie-Pacifique avec 2 étoiles d'argent et 2 étoiles de bronze pour 12 citations |
|                                                       | Médaille de la Victoire de la Seconde Guerre mondiale                                                   |
|                                                       | National Defense Service Medal                                                                          |
|                                                       | Royaume-Uni – Chevalier grand-croix de l'ordre de l'Empire britannique (GBE)                            |
| Bronze star · Bronze star                             | Philippines - Médaille de la Libération des Philippines avec 2 étoiles                                  |

### En anglais
- (en) C. Vann Woodward, The battle for Leyte Gulf, New York, Ballantine Books, 1947
- (en) H.T. Lenton, Navies of the Second World War American battleships, carriers and cruisers, Londres, Macdonald&Co Publishers Ltd, 1968 (ISBN 0-356-01511-4)
- (en) Shuppan Kyodo-sha, Navies of the Second World War Japanese battleships and cruisers, Macdonald & Co Publishers Ltd., 1968 (ISBN 0-356-01475-4)
- (en) Shuppan Kyodo-sha, Navies of the Second World War Japanese aircraft carriers and destroyers, Macdonald & Co Publishers Ltd., 1968 (ISBN 0-356-01476-2)
- (en) Donald Macintyre, Famous fighting ships, London New York, Hamlyn, 1975, 160 p. (ISBN 978-0-600-35486-4, OCLC 941404025)
- (en) Samuel Eliot Morison, Leyte, June 1944 – January 1945, vol. 12 de History of United States Naval Operations in World War II, Champaign, Illinois, U.S.A., University of Illinois Press; Reprint edition, 2004 (1re éd. 1956), 512 p. (ISBN 0-252-07063-1, lire en ligne)
- (en) E. B. Potter, Admiral Arleigh Burke, U.S. Naval Institute Press, 2005, 494 p. (ISBN 978-1-59114-692-6)

### En français
- Amiral de la Flotte (RN) Sir Philip Vian, Exécution immédiate, Paris, Presses de la Cité, 1960
- H.C. Adamson et G. F. Kosco, Les typhons de l'amiral Halsey, éditions France-Empire, 1970.
- Oliver Warner, Geoffrey Bennett, Donald G.F.W. Macyntire, Franck Uehling, Desmond Wettern, Antony Preston et Jacques Mordal (trad. de l'anglais), Histoire de la guerre sur mer : des premiers cuirassés aux sous-marins nucléaires, Bruxelles, Elsevier Sequoia, 1976 (ISBN 2-8003-0148-1)
- Antony Preston, Histoire des Destroyers, Paris, Fernand Nathan Éditeurs, 1980 (ISBN 2-09-292039-1)
- Antony Preston (trad. de l'anglais), Histoire des Porte-Avions, Paris, Fernand Nathan Éditeurs, 1980, 191 p. (ISBN 2-09-292040-5)
- Antony Preston, Histoire des croiseurs, Paris, Fernand Nathan Éditeurs, 1981, 191 p. (ISBN 978-2-09-292027-5)
- Philippe Masson, Histoire des batailles navales : de la voile aux missiles, Paris, Éditions Atlas, 1983, 224 p. (ISBN 2-7312-0136-3)
- Bernard Ireland, Cuirassés du 20e siècle, St-Sulpice (Suisse), Éditions Airelles, 2004 (ISBN 2-88468-038-1)